# 海

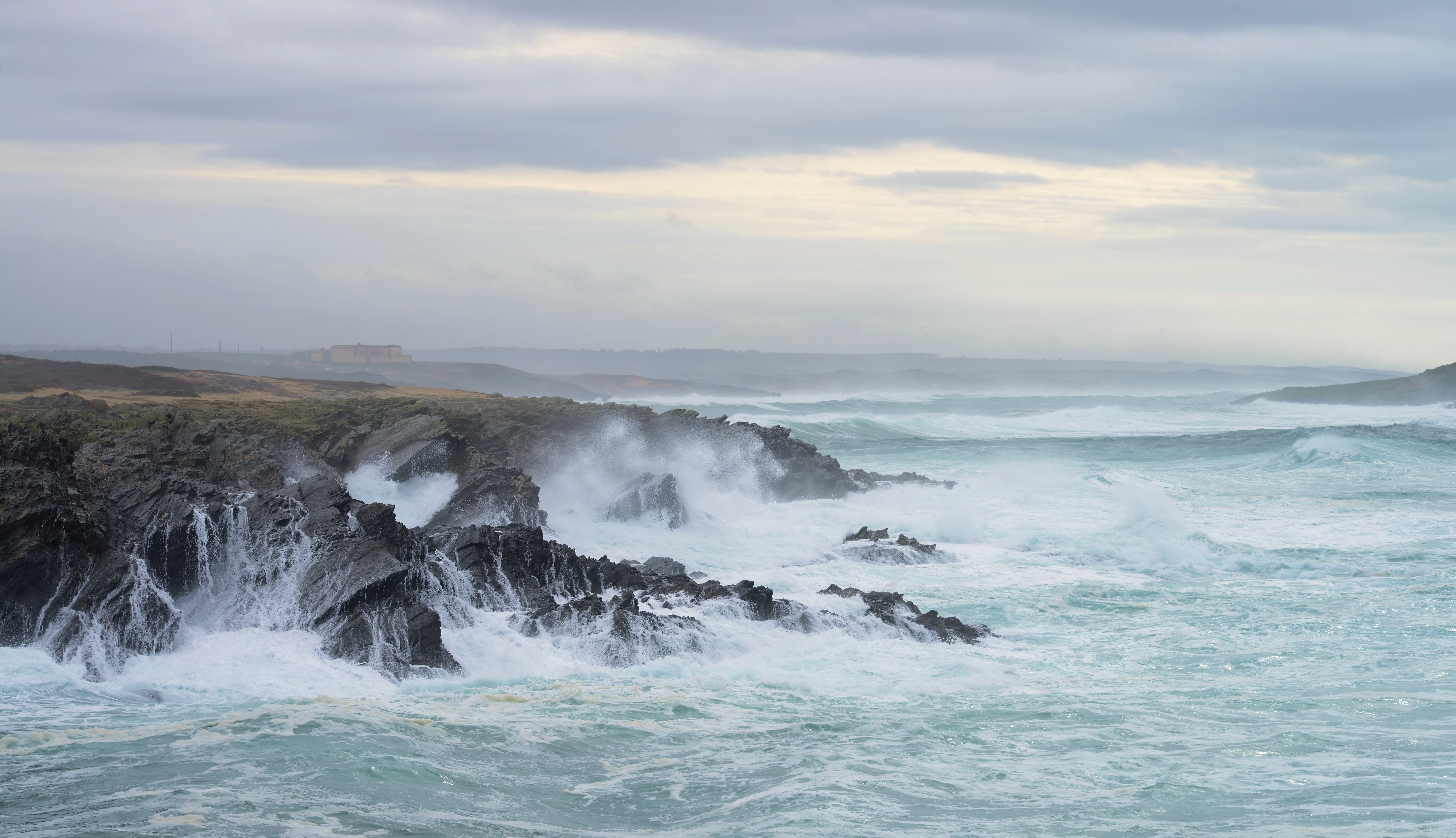
葡萄牙锡尼什附近波涛汹涌的海面

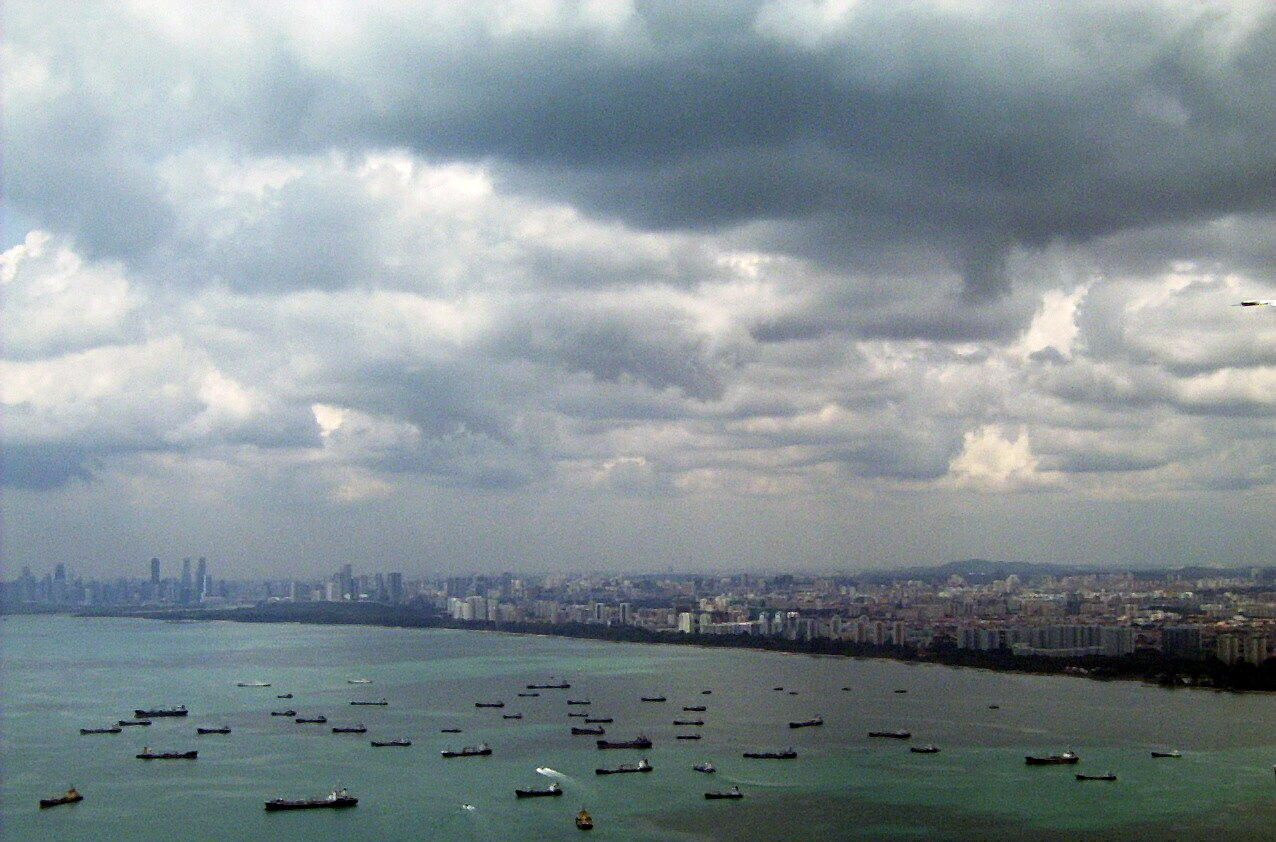
海洋对人类发展和贸易很重要，比如全球最繁忙的转口港新加坡

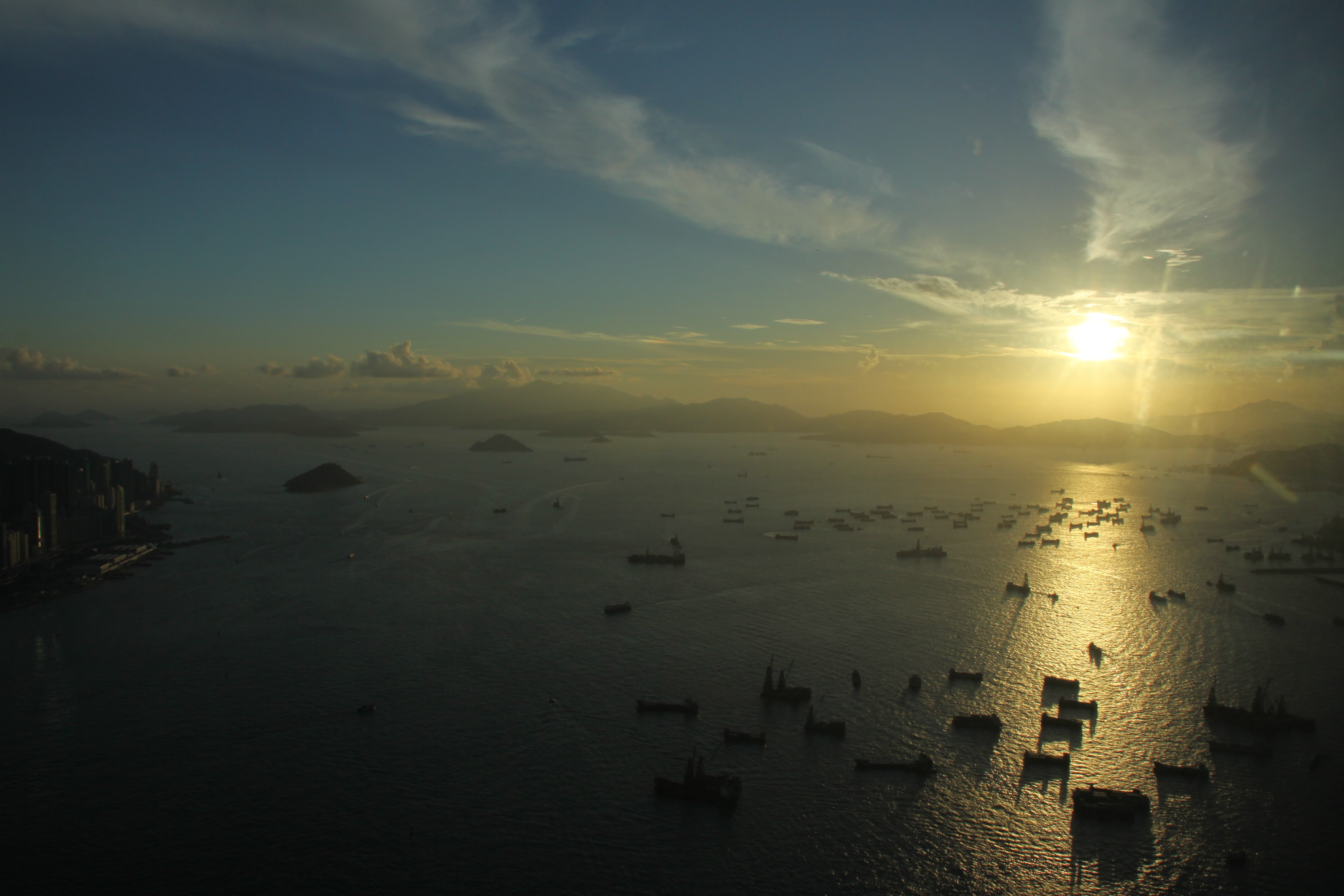
中国的珠江三角洲有着世界上最繁忙的几个港口，海洋在人类的发展和贸易中扮演了极其重要的角色

海是由大量鹹水組成的水體，四周邻接陆地。廣義上的海指由地球海洋鹹水水域組成的部分，一般把它看待為一整個世界洋，或是由若干大洋組合而成的水体。較小的次要海區（如地中海）或大型盐湖（如里海），則一般以「海」命名。这些海与大洋相比，没有独立的潮汐以及海流。海可调节地球的氣候，在水循環、碳循環、氮循環中均扮演着重要的角色。雖然人類從史前時代就開始在大海中旅行並探索未知的海域，不過現代海洋學研究從1870年代英國的挑戰者號遠征才開始。
由於大陸漂移，北半球現在的陸地和海洋之間的比例較为平均（約為2:3），但南半球絕大多數的地方都被海洋覆蓋（1:4.7）。海水中溶解的物质主要是氯化鈉，約佔全部溶解物質的85％，剩下的还有镁、钙、钾、汞等构成的盐类。開放水域的鹽度（鹽類物質的質量）一般在3.5％左右，不过靠近内陆的水域、大河口附近的盐度较低，深海中的盐度则较高。海洋中各區域鹽分及溫度有差異，因而產生溫鹽環流。海流的形成歸因於受風和潮汐所推動的海浪，局部海平面的變化則是因月球和太陽的引力所致：这些的方向都會受到地球表面和海底的大陆块，以及地球的自转（科里奥利力）所影响。火山喷发、大陆板块移动造成的海底地震、大型山体滑坡、陨石撞击等均可引发海啸。
陸地向海平面下延伸形成大陆架，為海洋接近陸地的淺海區域，大陆架海域富含養分，是许多海洋生物的棲息地，向人類提供大量食物来源——主要為魚類，並有貝類、海洋哺乳動物及海藻——透過野生捕撈及水產養殖獲取。大型熱帶珊瑚礁的生物多樣性相當高。深海海域捕鯨業曾相當發達，隨著鯨的數量大幅減少，国际社会國簽署條約限制捕撈，国际捕鲸委员会於1986年起禁止大多數商業捕撈。海洋中的生物並非僅生長在陽光照射到的水域，即使在海底深處，壓力很大的超深淵帶也有生物，其營養來源來自深海熱泉，形成獨特的生態系統，這類生物稱為嗜極生物。無生源論认为，生命起源可能是來自海洋，海洋微生物席符合地球大氣的大氧化事件，而動物及植物的起源也都來自海上。
海洋對人類貿易、旅遊、礦物開採、能源生產等方面均相當重要，亦為戰爭的場域。位於海岸的城市可能受地震或火山活動造成的海嘯影響，熱帶海域為熱帶氣旋、颱風及气旋的活躍區域。海洋對於人類文化產生重要影響，從早期神話裡的水神到荷马史詩，再到哥倫布大交換引發的巨大轉變，從海葬到松尾芭蕉的俳句再到超現實主義的海洋藝術；以及《蘇格蘭的牢騷》中船夫号子激勵人心的音樂到尼古拉·安德烈耶维奇·里姆斯基-科萨科夫的《舍赫拉查达》再到張惠妹的《聽海》。海上的休閒活動包括游泳、潛水、衝浪及帆船運動等。但隨著人口增加、工業化及造成現今的海洋污染，海洋因吸收大氣中增加的二氧化碳，導致PH值下降，即海洋酸化；海洋資源共享造成過度捕魚的問題仍在增加。

## 命名和辞源
中文中“海”字出现极早，在先秦文献中多有出现，如《诗经·小雅·沔水》有“沔彼流水，朝宗于海”。青铜器铭文中也有发现，如1930年在河南汲县出土的西周早期青铜器小臣誺簋的铭文中出现了“海”字。
英文中用“海”与“洋”的英文分别是和。其中，可以追溯到古英语。由中古英语開始，表示广义意思時需要加上冠词。则可追溯到古希腊语中的。

## 定義

地球上的海洋及其各部分的联系

海是指地球上与洋相互连接的水域系统，包括國際海道測量組織命名的四个大洋——大西洋、太平洋、印度洋、北冰洋—和南冰洋及其所包含的水域。
縱然海比較細小（除了北大西洋環流產生的马尾藻海是個值得注意的例外（p. 90）），而且通常被比大陸為細小的陸地圍繞。海一般比湖泊大，盛載海水。海洋學家對海還沒有已被接納的技術性定義。在国际法中《聯合國海洋法公約》列明所有海洋也屬於「海」。
另外，世界各地也存在很多湖泊被以“海”来命名，如里海、加利利海、死海、什刹海、洱海、邛海等等。

## 物理學

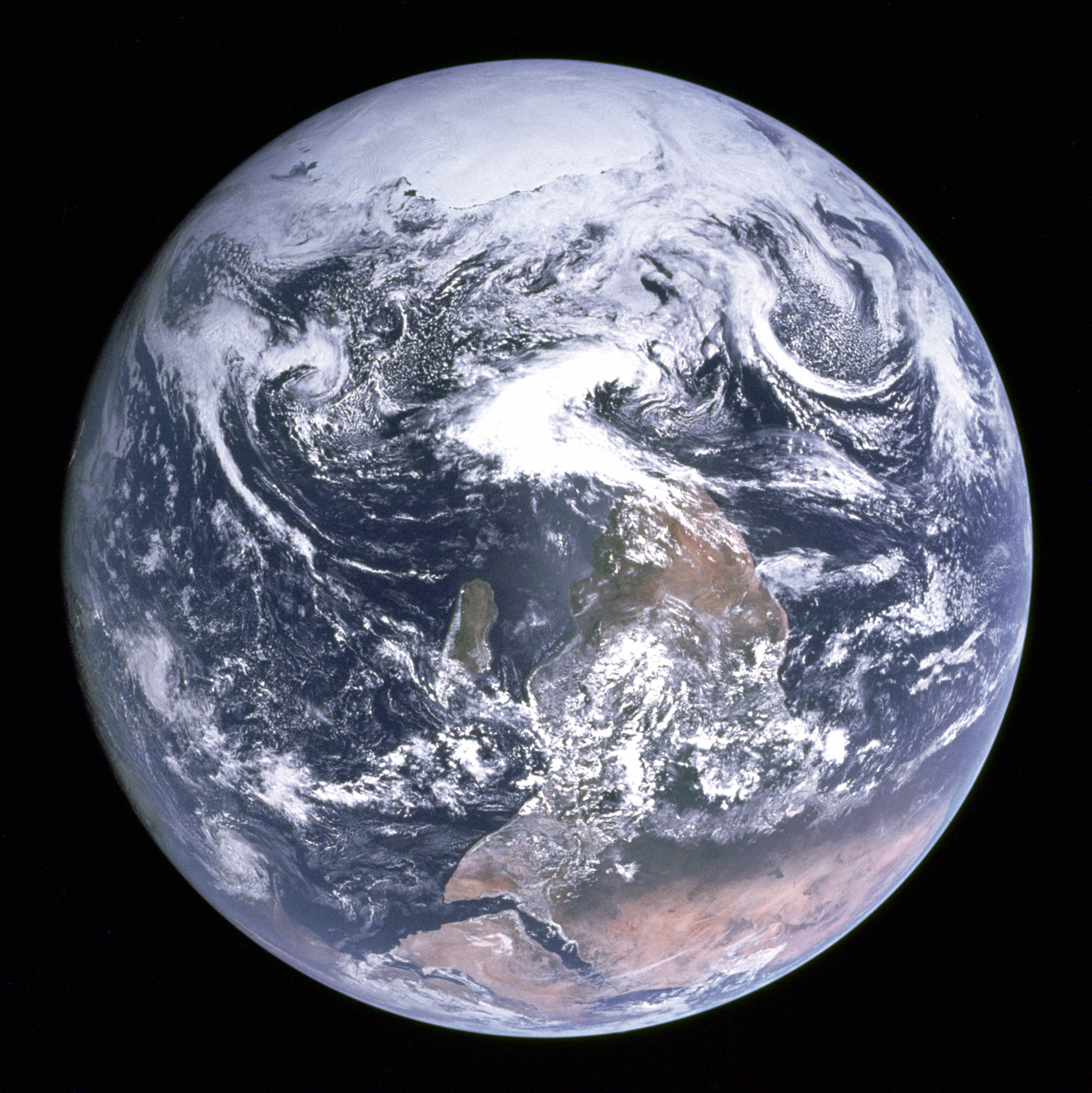
照片「藍色彈珠」，照片中可見印度洋、大西洋，及非洲最南端的好望角。

尽管火星拥有冰盖且其他行星可能拥有海洋，但地球是已知唯一表面由液态水覆盖的行星（p. 22）。地球上的水的来源尚不明确。从太空遥望，地球像是一顆“藍色彈珠”，水以海洋、冰盖和云层等不同形態存在。地球上海水體積為1,335,000,000立方（320,000,000立方英里），佔地球水资源约97.2%並覆盖着地球70％以上的表面（p. 7），另有约2.15%的地球水資源以冰的形式存在，分布於北冰洋海冰、南极洲冰冠和南冰洋海冰，以及世界各地的冰川和表层沉积物中。其余约0.65％的水資源组成了地下水或处在水循环的各个阶段，包括人们在生活中所使用的淡水、空气中的水蒸气，慢慢地形成了云层，云层积累到一定厚度后产生雨或雪落到地表，形成湖泊和河流，最终流向大海。海洋佔據了地球如此大部份，以致於英國作家亞瑟·查理斯·克拉克曾記述「地球」（Earth）命名為「海球」（Ocean）會更好。（p. 7）
研究水以及地球水循環的科學稱為水文學；而流體力學則探討水運動時的物理現象；最近對於海的研究稱作海洋學。其一開始是研究海流的流向，但目前其已涵蓋了广泛且跨學科的主题，它的研究範疇包括探讨海水的特性；研究海浪、潮汐，以及海流 ；測绘海岸線和海床；並對海洋生物進行研究。 研究海洋運動以及其力量的分支學科稱為物理海洋学。海洋生物学則負責研究棲息於海洋生態系統的生物，包括但不限於動植物。以上兩者皆受到海洋化学的研究支持，它研究海洋內的化學元素和分子的表现：特別是研究二氧化碳在海水酸度增加中起了什麼作用，以及海洋在碳循環中所扮演的角色。海洋地理學研究海洋的形態和状况，海洋地質學則为大陆漂移学说、地球的组合方式及其構造提供證據，並使沉降的过程弄清，這門學問所獲得的資料可用來協助人們研究火山作用和地震。

### 海水
| 溶質     | 佔海水比例 (質量，‰) | 佔海水比例 (質量，‰) | 佔總溶質 比例(%) | 佔總溶質 比例(%) |
| -------- | -------------------- | -------------------- | ---------------- | ---------------- |
| 氯化物   | 19                   | .3                   | 55               | .0               |
| 钠       | 10                   | .8                   | 30               | .6               |
| 硫酸鹽   | 2                    | .7                   | 7                | .7               |
| 镁       | 1                    | .3                   | 3                | .7               |
| 钙       | 0                    | .41                  | 1                | .2               |
| 钾       | 0                    | .40                  | 1                | .1               |
| 碳酸氢盐 | 0                    | .10                  | 0                | .4               |
| 溴化物   | 0                    | .07                  | 0                | .2               |
| 碳酸根   | 0                    | .01                  | 0                | .05              |
| 锶       | 0                    | .01                  | 0                | .04              |
| 硼酸鹽   | 0                    | .01                  | 0                | .01              |
| 氟化物   | 0                    | .001                 | < 0              | .01              |
| 其他     | < 0                  | .001                 | < 0              | .01              |

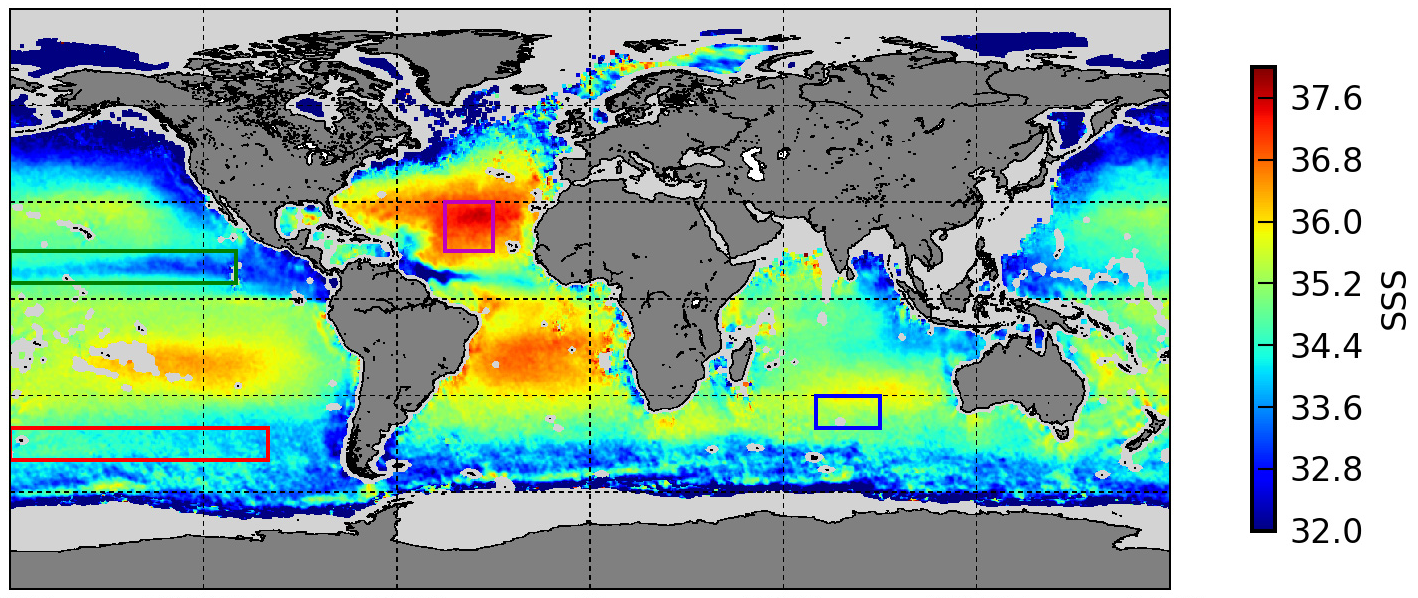
全球表层海水的盐度（2011年），从32‰（紫色）到38‰（红色）

海水都带有咸味，但不同水域的咸味程度（盐度）有所不同，约90%的海水每公升溶解有34-35克的固体，盐度在3.4-3.5%之间。为了准确描述较小的差异，海洋学家通常用千分比(‰)或千分率(ppt)来表示海水的盐度。北半球表层海水的盐度约为34‰，而南半球表层海水的盐度约为35‰。海水中的溶质主要来自河流和海底。但世界海洋的溶质的组分是相似的：钠离子(Na)和氯离子(Cl)占溶质的85%左右。其他溶质包括金属离子如镁离子(Mg)，钙离子(Ca)，而阴离子包括硫酸鹽(SO₄)、碳酸根(CO₃)、溴离子等。由于海水的含盐量过高，所以即使在没有被污染的情况下，海水也不能直接饮用。同样地，海水也不能在未经淡化的情况下用于灌溉大多数植物。經一定比例調配的人造海水常用於科学和科技領域。
海水盐度的变化受到众多因素的影响：海洋间的洋流、从河流和冰川流入的淡水、海冰的形成与融化、海水的蒸发、降雨，海水的盐度还与温度，风，海浪互相影响。例如，波罗的海表层海水的盐度很低，约为10－15‰，这是因为北欧较低的气温令海水的蒸发量较小，且波罗的海有众多的流入河流，由于波罗的海和北海连接的海峡较窄，所以波罗的海的表层海水几乎不与寒冷、浓度较大的底层海水混合。与之相反的是位于撒哈拉沙漠、阿拉伯沙漠之间的红海，海水的盐度平均约为40‰：蒸发量较高，沉淀较少；只有几条且多为季节性的流入河流；它和其他的海洋相连的通道-北面的苏伊士运河和南面的曼德海峡都十分狭窄。地中海的海水盐度稍低，约为37‰。而部分內陸湖則有相當高的鹽度，如死海鹽度達300‰。

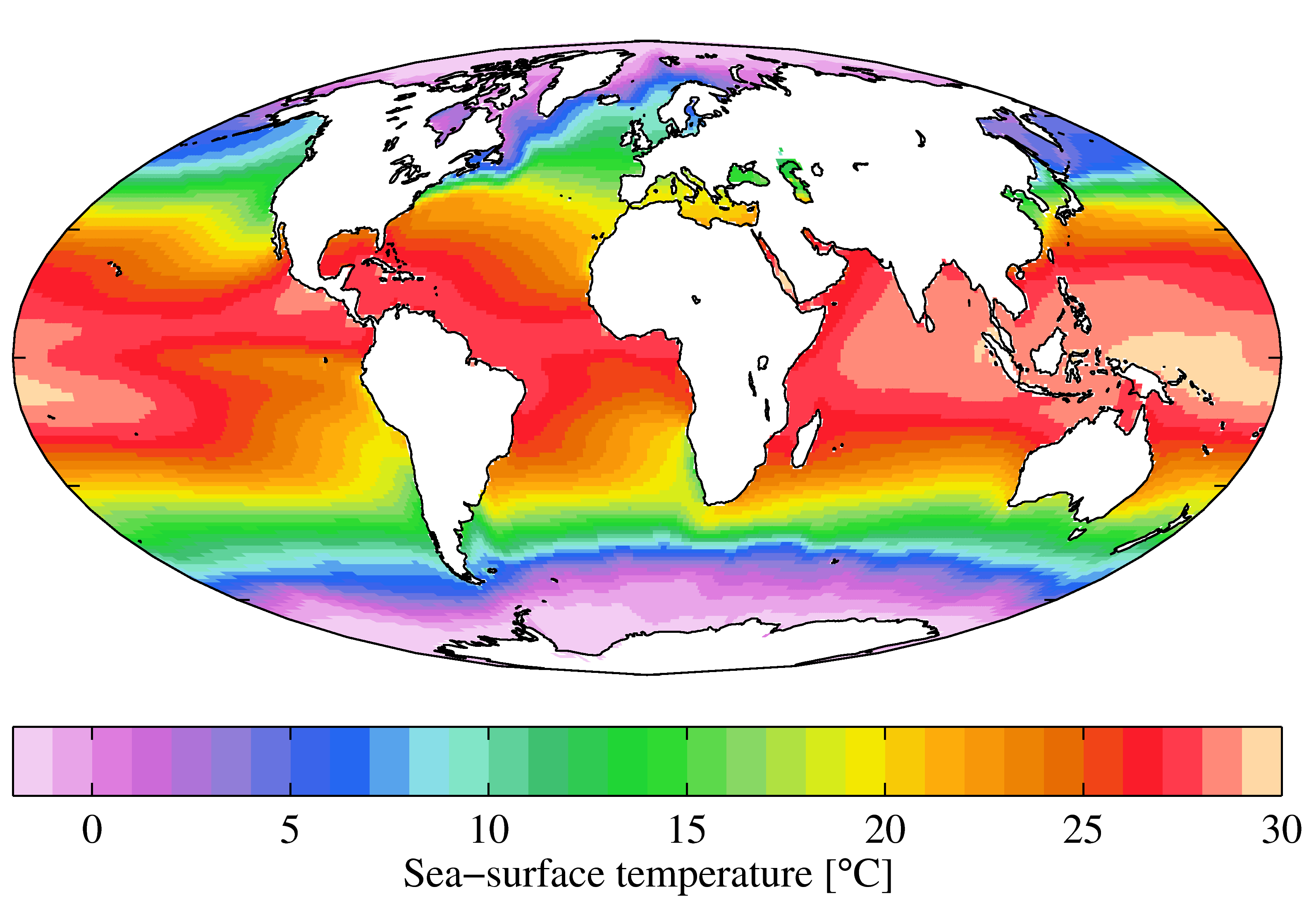
全球海水的表面平均温度(2009年)，从-2°C(紫色)到30°C(粉色)

海水的温度主要取决于所吸收的太阳辐射量。在阳光直射的赤道地区，表面海水的温度会超过30 °C（86 °F），而两极附近的海水温度在冰点左右。海水中的所含溶质使得其凝固点低于纯净水，大约为−1.8 °C（28.8 °F）。海水间的温度差异有助于海水连续不断地循环。暖流在离开热带地区后温度下降，密度增加并逐渐下沉，在寒冷的深海海水回到海面前，海水再次回流到赤道地区。深海海水的温度在−2和5 °C（28和41 °F）之间。零度以下的海水会在表面开始形成冰晶。冰晶破碎成小块，然后融合成扁平的圆片，形成悬浮物，这便是所谓的片冰。若是风平浪静，片冰会冻结成扁平的薄片，称为暗冰，如继续冻结加厚，暗冰就会沉入水底形成海冰。反之若水面波动，片冰会相互合并形成所谓「薄煎饼」（pancake）的扁平圆块。这些滑动的冰块相互覆盖，由此形成浮冰。在这一系列过程中，盐水和空气被封入冰中，暗冰在盐都有12%–15%时形成，开始时呈灰黑色，但会逐渐变浅，一年之后便会呈蓝色，并含盐4%–6%。

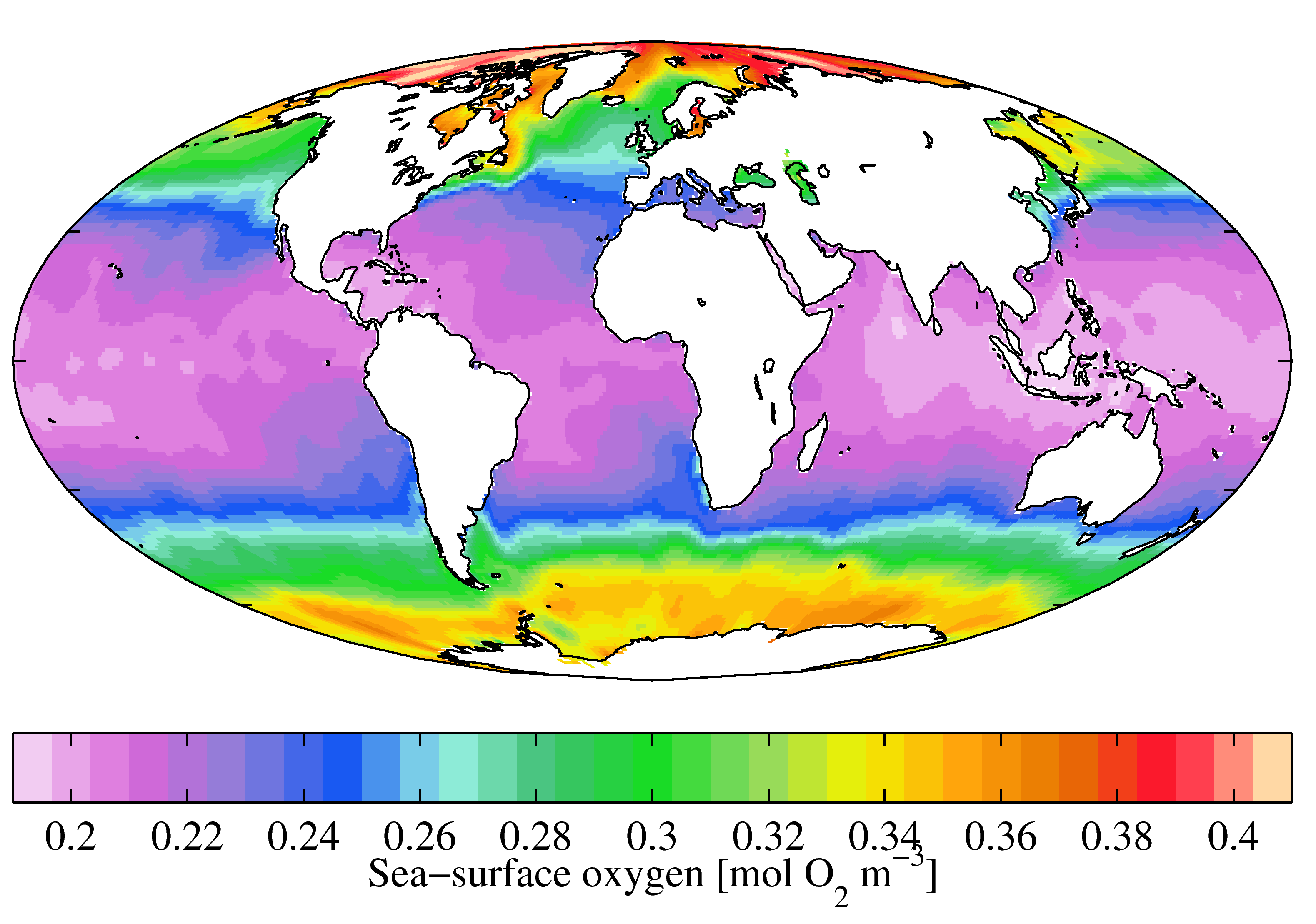
全球海水表面平均含氧量（2009年），从0.15（紫色）到0.45（粉色）摩尔/每立方米

海水的透光量取決於陽光照射角度、當地天氣及海水濁度，到達海面的光線大多於表面即反射，陽光中紅光被最表層幾公尺的海水吸收；黃光及綠光則能到達較深處；藍光及紫光更能穿透至1,000米（3,300英尺）深處。
海水的含氧量主要取决于温度和海洋中的光合生物，特别是藻类、浮游植物及海草。白天，它们通过光合作用产生的氧气溶解在海水中并被其他海洋生物所利用，海水在夜间的含氧量较低，而深海海水的含氧量更低。海平面200米以下的地方，光线的强度不足以发生光合作用，因此海水的含氧量较低。在此以下，厌氧细菌分解沉到海底的有机物，产生硫化氢。全球变暖将会造成海水的含氧量降低，并加剧海水分層。

### 海浪

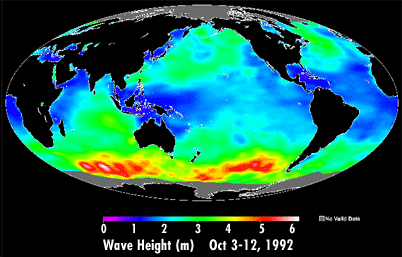
平均波高（1992），从0米（浅紫色）到6米（白色）。 注意在南部海洋的大浪。

波浪通过时流体的运动。

海洋表面波，是在空气穿过水面时由摩擦力引发的振动。这种摩擦传递能量，并在垂直于风向的水中形成表面波。波的顶部被称为它的波峰，波的底部称为它的波谷;两个波峰之间的距离是波长。这些波是机械的：当它们接近时，一点处的水分子上升，当它们通过时，水分子下降，呈现出大致圆形的轮廓。 能量穿过表面，并不代表水本身的水平运动。海洋的海面状态由这些波浪的大小决定，这些波浪在开阔的海洋上取决于风速、风向和其在水面上的距离。最小的波称为毛细波。而长期而强烈的风推动波纹形成凸起、变大且不规则的波峰，称为海浪。当这些波的行进速率几乎可与风速匹配时，它们即达到最大高度，久而久之，它们自然地分离成具有共同波长和方向的长而强大的波。这些涌浪在咆哮西风带是特别常见的，那里有着连续不断的风。 当风消逝时，由于水的表面张力，波纹容易消失，但是海浪和涌浪只是通过重力波和其他波干涉（相消干涉）的作用而缓慢减小。 然而，相长干涉也可能导致超级巨浪（疯狗浪）比正常情况高得多。 大多数波浪小于3米（10英尺）高，并且经常在强风暴时高度增加一倍或三倍; 近海建设如风电场和石油平台使用这些测量来计算他们设计的百年波。在记录中，疯狗浪的高度达到了25米（82英尺）以上。

当波浪进入浅水时，它们会减慢并且振幅（高度）增加。

随着海浪接近陆地并进入浅水，它的表现会有所变化。如果以一个角度接近，波浪可能变弯或者包住岩石和岬角。当波到达其最深的振荡分子接触海床的点时，摩擦开始将其减缓。这使得波峰更靠近在一起并且增加波浪的振幅。当波的振幅与波长的比率超过1:7时，它会“破裂”并翻倒在大量的水沫中。 在重力的影响下，它在退回海中之前会向上冲入海滩。

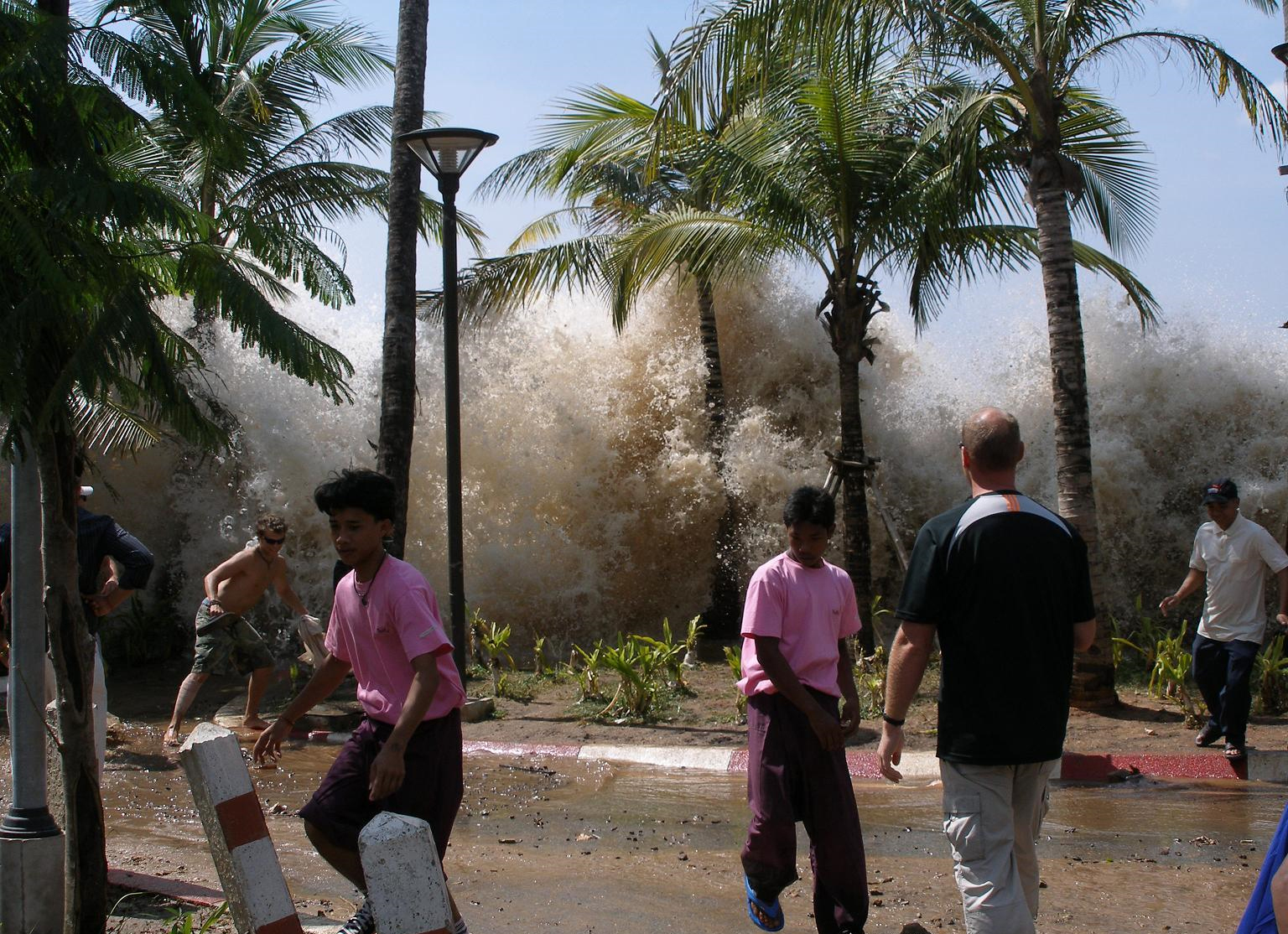
2004印度洋海啸使泰国受海浪肆虐，估计在泰国有8,000人丧生，在印度洋周边各处还有220,000人丧生。

### 海嘯
海啸是一种非常规的海浪运动，通常是由于突发的剧烈水下活动——如地震、山体滑坡、陨石撞击或火山爆发而引发。这些活动可以临时地使受影响区域的海平面抬升或下降几英尺，这些活动释放的巨大能量转化为使海水位置移动的势能储存在海水中，而后转化为使海水运动的动能产生波浪。这些波浪以与海水深度的平方根成正比的速度向外扩散，因此海啸在远离大陆的海洋上的传播速度比在大陆架上的传播速度快得多。
在远离大陆的海洋中，虽然海啸以超过970每小時（600英里每小時）的速度往外扩散，海啸波浪的波长达到130至480（81至298英里），但是波幅通常只有小于1（3.3英尺）。而在同样的区域，一般常规海浪通常的传播速度不会超过105每小時（65英里每小時）而且波长只有几百英尺，但是这些海浪的波幅却可能高达14（46英尺），因此这个区域的海啸通常会在未被察觉的情况下往外传播着。海嘯預警系統不能只依靠海啸波浪的波幅大小来监测海啸，它需要依靠对地震波的监测来进行海啸预警。因为地震波会以比海啸传播速度快得多的速度——大约每小时14,400（8,900英里）的速度传播，所以对地震波进行监测可以使对受海啸威胁地区进行海啸预警成为可能。当监测到地震波时说明发生了地震，然后根据海平面监测站网络对海洋水面高度的监测数据进行计算去确认或取消相应的海啸预警 。

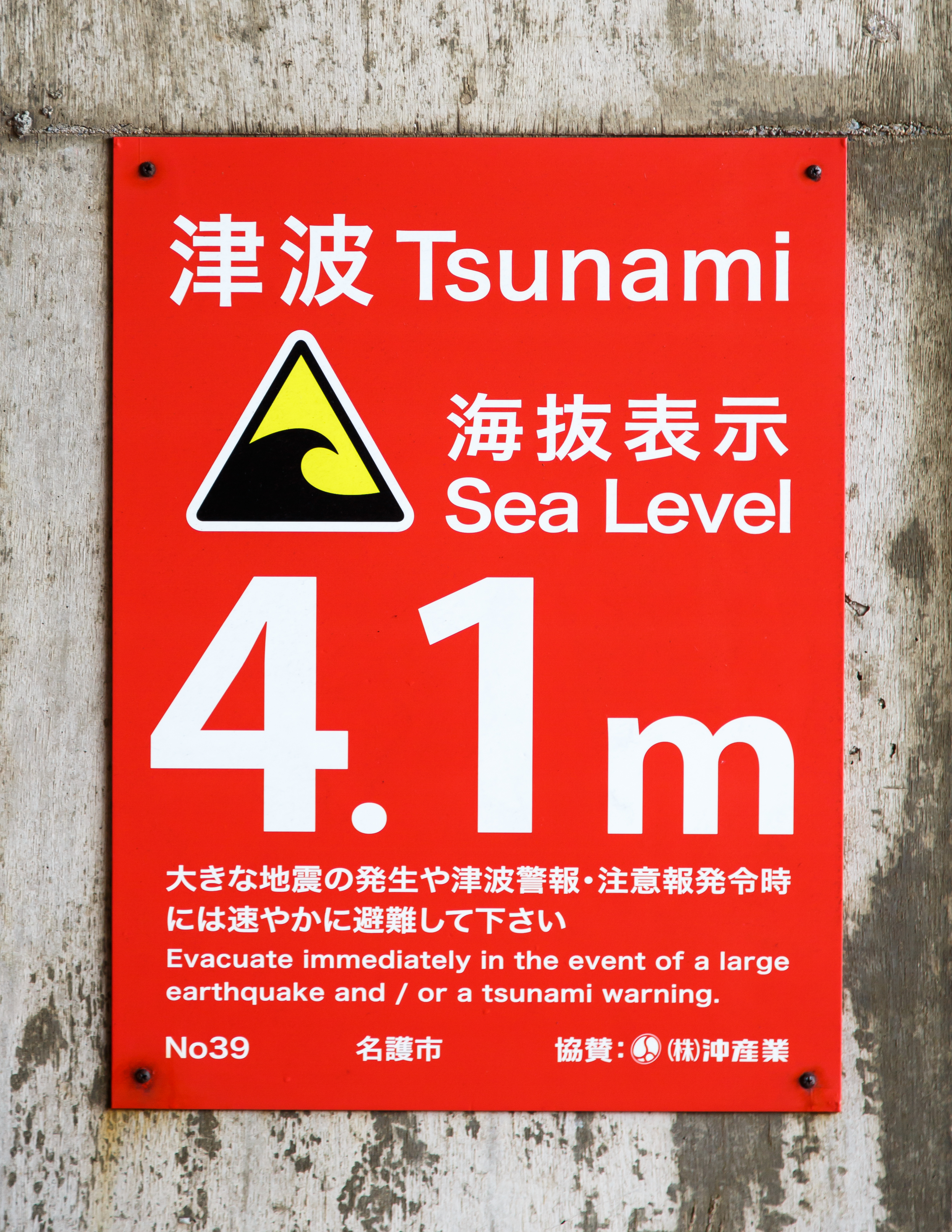
位于日本冲绳的海啸警告标志。红色表示发生海啸时该区域会非常危险。

在向外传播的过程中，海啸的能量通常散失得很慢，但是这些能量会随着传播分散到海啸的波前。因为海啸是以海啸发生起点为圆心向外传播，这必然导致海啸的波前越来越长，这样在波前平均积蓄的能量会不断减弱，所以海岸线上通常只会被比较弱的海啸海浪所冲击。但是值得注意的是，因为这些海啸的传播速度是与海水深度有关的，由于在传播路径上海底地形不一，所以海啸在各个方向上向外的传播速度不一，这必然造成波前不可能是标准圆形，这种被称为折射作用会使海啸波前的能量分布不一——在某些地方聚集能量强化海啸同时在某些地方削弱能量弱化海啸。
就像是其他海浪一样，海啸传播到岸边变成浅波时由于海水深度变浅，因此海啸的速度会减慢，所积蓄的能量从动能转变回势能使海啸波浪的波幅增大形成巨浪。当海啸传播到海岸时，有可能是海啸的波槽或波峰两者之一首先袭击岸边。如果是波槽首先到达，那么通常会出现海水倒退的现象，显露出平常难以见到的潮湿区域。当波峰到达岸边时，波峰通常不会解体反而会往内陆继续冲击并使冲击路径被海水淹没，海啸的破坏力通常就体现在这些海水上，它们不但会冲击大陆使大片陆地淹没，同时这些海水还会带着被淹没的人及物品倒流回大海中。
一些海啸可以是由于单一的地质活动而引起的，这种情况下，首波通常并不是最大最具破坏力的，更具破坏力的后续海啸波浪通常会晚大概八分钟到两小时左右到达。部分情况下，海啸会在浅海湾或者出海口的地方变成大潮。

### 潮汐

地球上距离月球最近以及最远的部分所产生的满潮（High Tide）。

潮汐是指由月球和太阳对地球的引力与地球自转共同引起的海洋水位的规律性升降。在一个潮汐周期中，水位上升到最高点被称为满潮（high tide）；水位下降到最低点被称为低潮（low tide）。潮水退去时，潮間帶会露出水面。满潮和低潮的水位差叫做潮差。在河口位置，涨潮涌入的海水与河流交汇时会出现涌潮现象：例如杭州湾的钱塘江大潮，其潮差可达9（30英尺）之高。
地球上的大部分地方每天都会有两次满潮，间隔大约为12小时25分钟。此时间恰好是地球自转一周，加上月球运行到相对观测者同一位置时所需时间之和的一半。月球质量是太阳的2700万分之一，而地月距离是日地距离的400分之一。因为潮汐力随着距离的增加衰减得较快，所以月球对地球的潮汐影响大约是太阳的两倍多。地球上距离月球最近处的洋面由于受到较强的引力会出现隆起；地球背面受到的月球引力最弱，也会形成一个相似的隆起。这些隆起会像月球一样绕着地球旋转。太阳的引力影响则相对小得多，但在满月或新月时，日月地处于同一直线产生的引力效应导致了大潮（spring tide）的出现。反之，当太阳与月球成90°角时，相对的引力效应就会减小，形成小潮（neap tide）。
潮汐的流动不仅有水的慣性限制，也受地形影响。例如，墨西哥湾的地形限制了海水的流动，每天只会发生一次涨落潮。内滨（或近岸水域）的潮汐则可能有复杂的日周期性，有的地方每日可能出现四次满潮。位于埃维亚岛的哈尔基斯附近的埃夫里波斯海峡水流湍急，在一天之中常常出现四次忽然改变流向的情况（若月球与太阳成90度角，水流方向的改变甚至多达12次）。海湾或河口的漏斗状地形则会增大潮汐的规模。加拿大芬迪湾的春潮潮差可达16.3米（53英尺）。虽然潮汐都是规律且可被预测的，但是满潮时的高度会因为离岸风而降低，也会因为向岸风而变高。反气旋中心的高压会造成反常的低潮，而低气压则可能产生反常的满潮。当强风将海水推至水浅的海岸，配合低压系统，处于满潮的海面高度迅速上升，将产生风暴潮现象。1900年，德克萨斯州加尔维斯敦的一次强烈飓风过境时，海面出现15英尺（5米）高的风暴潮，造成了超过3,500人死亡，3,636间房屋被毁的灾难。

### 海流

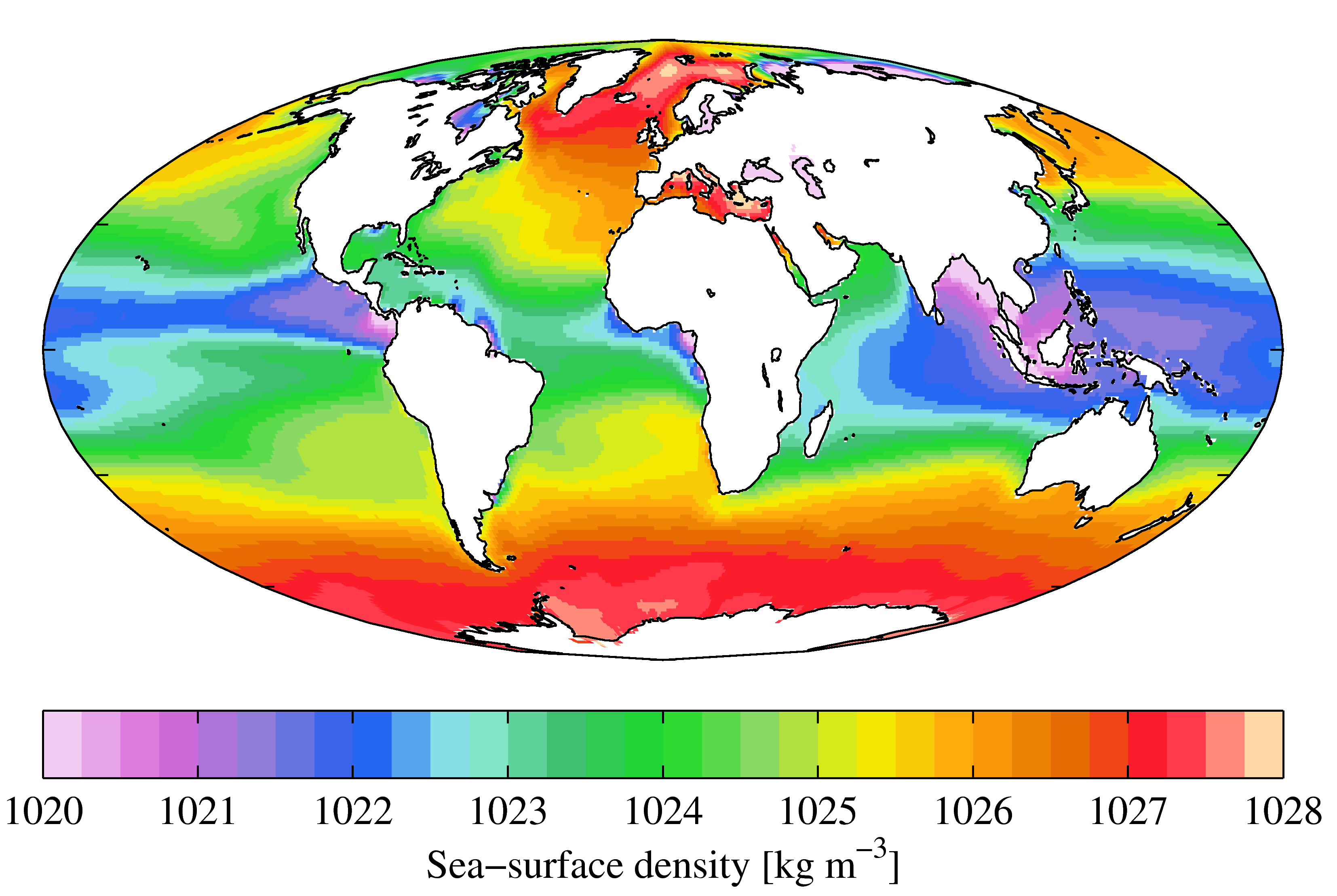
海面平均海水密度从1020（浅紫色）到1028（浅粉红）千克每立方米变化。

风吹过海面时会在空气和海面交界面上产生摩擦力，这摩擦力除了会形成海浪外同时也会导致表层海水随着风吹的相同方向流动。尽管地球上不同地方风向多变，但是一个地方的风向总是大体维持在一个方向上，这样海洋流向较为稳定的表层洋流就可以形成了。通常在中纬度地区以西风为主，而在赤道地区则以东风为主。当海水以这种方式被移动，其他海水就会流动到这些被吹走的海水原来的位置上以填补空缺，以此形成了一种被称为「大洋表层环流系统」的海洋表层洋流循环运动系统。
地球上目前主要有五个大洋表层环流系统：两个在太平洋上（北太平洋环流和南太平洋环流）、两个在大西洋上（北大西洋环流和南大西洋环流）以及一个在印度洋上（印度洋环流）。

这些洋流的流向同时受着大陆海岸地形、风向以及科里奥利力的影响，如在科里奥利力作用下，北半球的表层洋流多呈现顺时针流向，而南半球的表层洋流多呈现逆时针流向，目前这些洋流遵循它们各自的流动方向流动已上千年。
从低纬度地区流向高纬度的洋流水温通常较暖，称之为暖流；反之从高纬度地区流向低纬度的洋流水温同常较冷，称之为寒流。这些暖流和寒流影响着地球的气候，寒流使低纬度地区降温而暖流使高纬度地区升温。全球气候和天气的极大程度上受着海洋的影响，因此在对全球气候建模时需要运用到海洋环流模型以及其他一些主要构件的模型——如大气模型、地表模型、气溶胶模型及大海冰层模型等。海洋模型的研究主要是运用物理学、地球物理学以及流体力学去描述液体的大规模流动规律（如海洋洋流）。

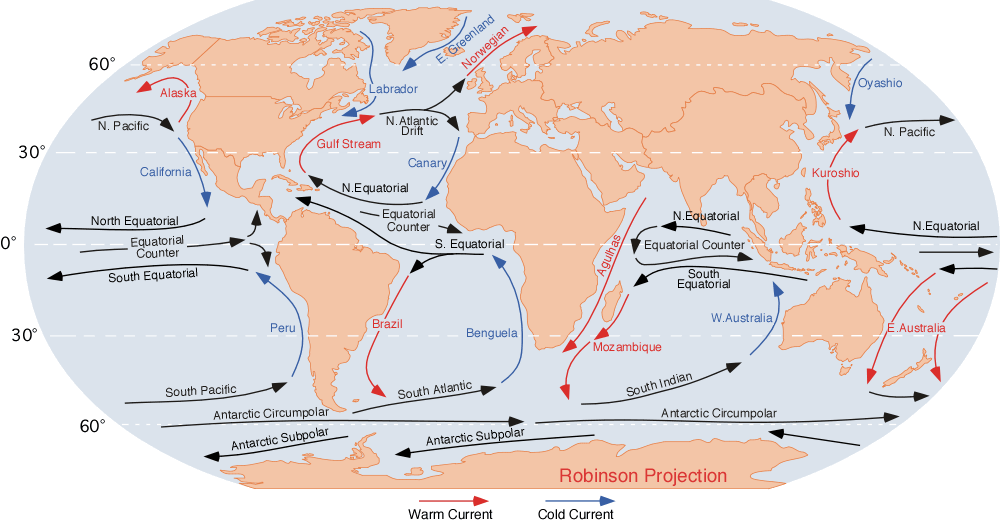
海表洋流：红色——暖流，蓝色——寒流

表层洋流只对海洋表面上层几百米的海水有影响，但是在海洋深处也存在着海水的大规模流动，在全球海洋范围循环流动的主要深层海洋环流是温盐环流（又称输送洋流或全球输送带）。但是这个环流系统的循环流动较慢，它的流动主要依靠的是海水的温度和盐度差导致的海水密度差所驱动。。在高纬度地区，海水被较低的气温降温并且随着结冰过程使海水的盐度增加，这两项因素都导致海水密度增加（值得注意的是，不像一般淡水，海水并不是在4℃時密度最大的，而是随着温度下降密度不断增大直到大概-2℃的冰点）从而使海水往下流动，这些下沉的冷海水从格陵兰附近的深海往南沿着大西洋两岸的陆地间的深海流动。当它们流动到南极洲附近时，南极洲附近较冷、密度较高的下沉海水会加入他们一起往东流动，然后这些深层冷海水会分成两道海底的寒流分别往北流动到印度洋及太平洋，然后这些海水会逐渐变得暖和而密度降低，从而形成上升流回到海洋表层部分会随表面洋流回到大西洋从而形成环流，这些循环需要上千年才能完成。

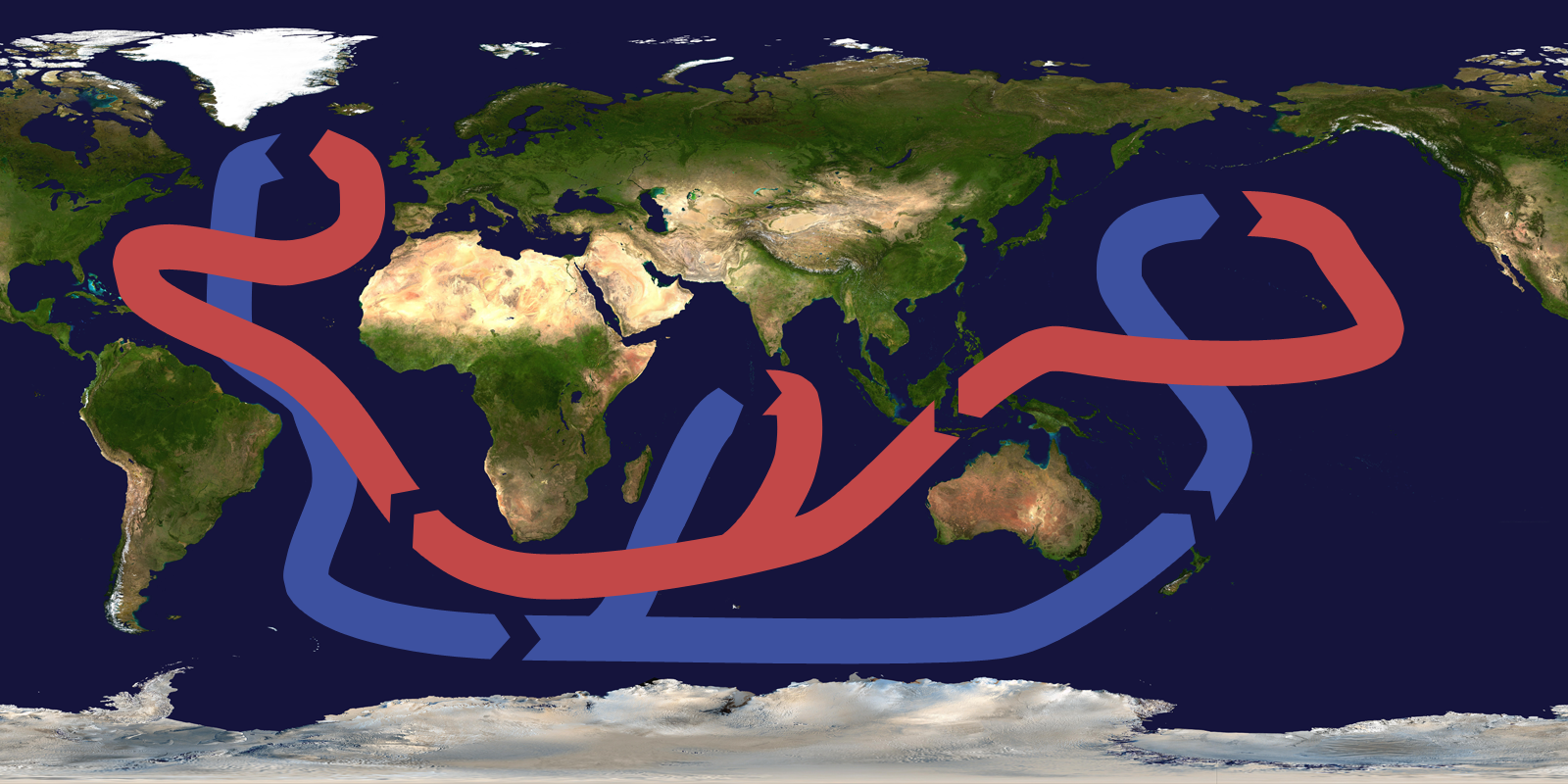
簡化的北大西洋深層水流動循環圖，藍色的線表示海底的寒流，紅色的線代表海面的暖流。

除了环流，在特定情况下还会出现一些临时性的海流。当海浪以一定角度到达岸边时，会产生一种与海岸线平行流动的沿岸流，这时海水会沿着海浪方向（与海岸线形成一定角度）涌升上海滩，然后因为重力作用会以沿着海滩斜面（通常与海岸线接近垂直）倒流到大海中，从而造成沉积物（泥土、淤泥、砂石和木屑等）以与海岸线形成的一定角度地沿海滩运输。冲上海岸的破碎波浪越大则形成海滩越长，海浪的方向越斜（海浪浪峰线与海岸线形成的角度越大）则形成的沿岸流越强，这些海流会使大量沉积物移动从而形成沙咀、使沙滩消失或者水道淤积。
另一种临时性的海流是离岸流，海水随着海浪涌到岸边使海水堆积，而又因为海底地形作用使这些堆积的海水沿着海床中一条地势较低的通道回流到大海中时产生的，这种海流有可能会发生在沙洲或者人造设施（如防波堤）中间的缺口上。这些强势的海流在不同的地方可以在不同的潮汐状态时形成，其速度可以达到1每秒（3.3英尺每秒）从而可以将泳客快速带离海岸边，往外海飘流。
还有当风将表层海水吹走使其远离海岸引起近岸下层海水上升以填补其空缺，这时就会形成临时上升流，这些下层较冷的海水通常富含营养物质可以使浮游植物繁荣生长提高海洋生态的生长能力。同理，当风将表层海水吹走使其远离海岸时在远离海岸处则形成下降流。

### 海盆

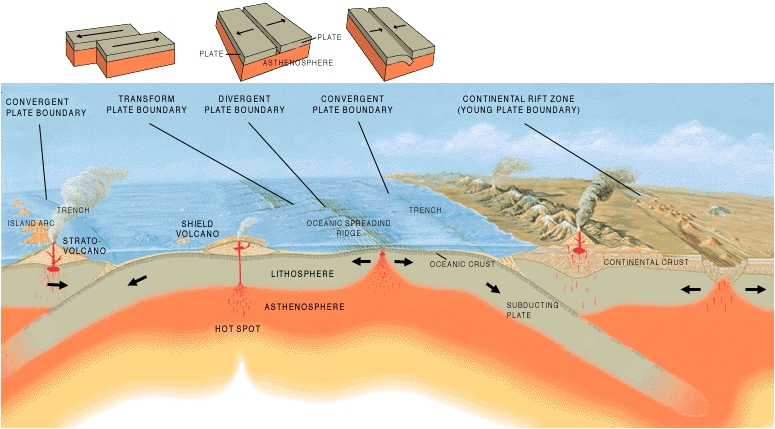
三种不同的板块边界类型

对海底地形的研究主要是运用測深學和测绘学的方法进行探测及研究，具体探测海盆深度的方法有：单或多波束回波探深仪、空中镭射深度探测仪以及对卫星遥感数据的处理。这些海盆深度数据可以用来制定海底电缆、海底管道的铺设线路方案， 选择合适地点放置石油钻机或离岸风力涡轮机，以及寻找可能的新捕鱼点等。
地球的构成分为磁性的地核、大量的流体地幔以及硬刚性外壳——即岩石圈（包括了地壳以及在更深入位置主要是固体构成的地幔外壳）。在陆地下面的地壳被称为大陆地壳，而在深海下方的地壳则称为海洋地殼，后者主要由厚度大概为5至10（3.1至6.2英里）相对稠密的玄武岩组成。漂浮在更软更炙热的地幔上方相对薄的岩石圈被破碎成几个不同的构造板块。
在海洋中间，岩漿不断地从板块连接处的海床涌出从而形成洋中脊，同时这里的地幔對流会使两块海洋板块分离。而平行于这些洋中脊离岸较近的地方，一海洋板块可能会以俯冲过程滑入另一海洋板块之下，从而形成海沟并伴随俯冲而产生板块的相互挤压与摩擦作用，这种板块的相互作用是地震产生的其中一个原因。 由于上层地幔的岩石发生减压融化，密度较小的岩漿涌出至海床表面，或者由于俯冲板块产生的挥发物使覆盖板块的熔点降低与上升，这两个原因其中的任何一个都会形成海底火山。海底火山通常都经历着生长、活动、沉降至最后消亡的阶段，部分海底火山能够生长至高于水平面从而形成火山岛。而在海洋板块与大陆板块的边界，密度较大的海洋板块滑至大陆板块之下从而形成海沟，而上方的大陆板块会产生变形从而弯曲形成山并且带有地震活动。
地球上最深的海沟是在海床大概延伸了2,500（1,600英里）的马里亚纳海沟，它在马里亚纳群岛附近——西太平洋的一个火山群島。虽然它的平均宽度只有68（42英里），但是它的最深处的深度达到海平面下10.994（6.831英里）。另一条更长的海沟在秘鲁和智利的沿岸，长度约为5,900（3,700英里）而深度达到8,065（26,460英尺），它的产生与海洋板块（纳斯卡板块）滑入大陆板块（南美洲板块）有关，这俯冲过程也造成了安第斯山脉的上升及其火山活动。

### 岸
陸地和海交界的地帶稱為岸，而介於漲潮線及退潮線之間，海浪可及之處稱為海濱。海灘是布滿沙或是碎石的海濱，岬角是一塊伸出海面的陸地，較大面積的岬稱為海岬。海岸線後退之處（特別是在二塊岬角之間的）稱為海灣（bay），若是較小的海灣，且有小的水道的會稱為cove，若是較大的海灣，甚至大到可以形成海域的，會稱為gulf。海岸線會受到許多因素的影響，包括海浪到岸上的強度、陸地邊緣的坡度、海岸岩石的成份及硬度、離岸部份地形的坡度，以及因為陸地局部隆起或是下陷造成的土地高度變化。一般而言，海浪每分鐘沖擊海岸六到八次，這種海浪稱為冲积波，侵蝕效果不強，多半會將沈積物沖積到海岸。若是有暴風，風浪會以頻繁又連續的沖擊海岸，這稱為產生的海浪稱為破坏波，會將海岸的沈積物帶走。在海浪的影響下，海灘上的砂和卵石會一起磨碎。在漲潮的時候，風暴的海岸崖腳的沖擊也有破壞性的影響，因為沖擊時會压缩裂缝和缝隙中的空气，當壓力釋放時，空气會迅速膨胀。同時砂和卵石撞擊岩石也會有侵蚀的作用。上述的作用再加上其他的風化作用（例如降霜），都會切削海岸的懸崖。漸漸的海岸懸崖會後退，靠海部份會形成海岸平台，有保護作用，避免懸崖進一步受到海浪的侵蚀。
侵蚀海岸所產生的物質會隨著和海岸平行的海流離開海岸，最後會進入海中，在其他地方沈積。從沈積物流到海中，在海床上沈積形成河口的三角洲，而這些沈積物也會受到海浪、潮汐及海流的影響。疏浚會除去沈積物並且加深河道，但對海岸線可能會有意想不到的影響。政府為避免海水或洪濤，一般會修築防波堤、海塘或其他的防護設施。英國的泰晤士河防洪閘目的就是保護伦敦免於風暴的洪濤，但美國在飓风卡特里娜時，新奥尔良的堤失效，造成了人道主義危機。香港填海工程則是透過整平而且擴充二個較小的島嶼（赤鱲角及欖洲）來興建香港國際機場。
依照聯合國海洋法公約，依照國際法的海岸線是主权国家的领海基线，一般來說不一定會是低潮線。

### 海平面

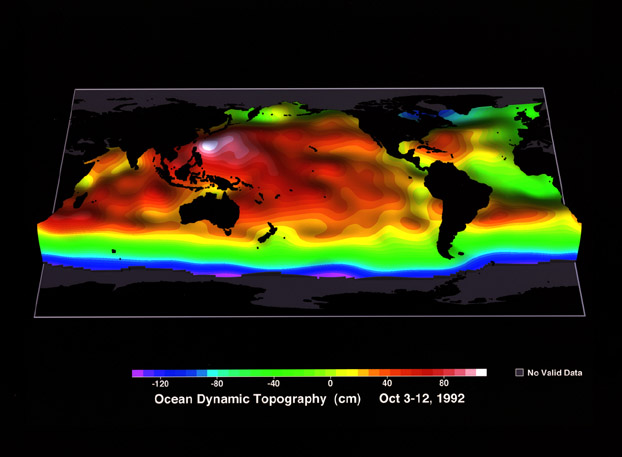
全球的海平面起伏（1992），由−1.4 m （淺紫色）至 +1.0 m （淺紅色）。

在大部份地质年代，海平面高於現在海平面所处的位置（p. 74）。海平面变化的主要因素是海洋地殼變動的結果，并在较大的时间尺度上有下降趨勢 。在大約20,000年前的末次冰盛期，海平面是今時的水平120（390英尺） 以下。在最近的至少100年中，海平面以大約每年1.8 mm（0.071英寸）的平均速度持續上升 。大部份上升可歸因於海水的溫度導致海面以下500米（1,600英尺）的海水略為受熱膨脹。此外，來自陸地上的水源，例如溶化的冰雪、為了農業灌溉及其他人類需要而抽出的地下水也導致四分之一的上升量 。由全球暖化趨勢导致的海平面上升預計會持續至二十一世紀末。

### 水循环
海是水循环中重要的一部份，水會從海中蒸发，以水蒸气的形式存在大氣層中，之後再凝結降水（可能是以雨或是雪的形式），最後大部份又回到海中。即使是在幾乎沒降雨的阿他加馬沙漠，也會有從海上吹來的浓湿雾提供植物水份。在一些陸地上，陸地的地理特徵可能會讓一些地區的水不會經由地表流到海中。有些内流盆地（尤其是在中亞的内流盆地）會形成鹹水湖，湖水蒸發，而溶解礦物質持續的累積。裏海是最大的鹹水湖，不過因為其類似海洋的地殼，有時會視為海。其他的鹹水湖包括有大亞的鹹海以及美國西部的大盐湖。不過這些盆地的水仍然會透過蒸發、地下水的流動以及（在長期地質時間下）因為大陸飄移而使盆地地形變化，而回到海中。

### 碳循環
海中有世界上最大量循環中的碳，儲存的碳僅次於岩石圈。淺海有大量的溶解有機碳，同時也有有機分子迅速的在海洋和大氣中交換。深海中總無機碳的濃度比淺海要多15%，而且會在深海中停留相當長的時間。溫鹽環流會在淺海和深海之間交換含碳物質。
含碳分子進入海中的方式是經由空氣中的二氧化碳溶入水中，轉換為碳酸、碳酸氢盐及碳酸盐：CO2 (aq) + H2O ⇌ H2CO3 ⇌ HCO3− + H+ ⇌ CO32− + 2 H+。此反應會產生氫離子（H+
），降低海洋的pH，提高其酸性。
含碳分子也可能以可溶有機碳的形式溶在河水中，進入海中，再經由進行光合作用的生物轉換為其他形式的有機碳。有機碳可能是在食物鏈中交換，或是沈降到更深、有更多含碳物質的海洋底層，沈積物可能包括死去動物的軟組織，以及殼或是骨骼中的碳酸鈣，最後可能在底層長時間的流動，然后形成沈積物，或者是藉由温盐环流循環再回到海洋的淺層。

### 海洋酸化
海水是弱碱性的，在工业革命前它的pH约为8.2。然而最近，人类活动使得大气中二氧化碳含量持续增加；大约30-40%增加的CO2被海洋吸收，形成碳酸并通过一个被称为海洋酸化的过程降低海水pH（现已低于8.1）。预计到2100年，海水pH可达7.7(这意味着氢离子浓度增加三倍)，这将是长达一个世纪的显著变化。
钙是海洋生物骨骼系統的重要组成成分， 但是碳酸鈣在压力的作用下会变得更加容易溶解，因此碳酸盐贝壳和骨骼系統会在补偿深度以下发生溶解。 同时，碳酸钙也会在较低的PH值环境下变得更易溶解，因此海洋酸化可能会对具有石灰质外壳的海洋生物（例如牡蛎、蛤、海胆和珊瑚）有着深远影响，因为他们形成外壳的能力将会减弱，碳酸盐补偿深度将更接近海面。受影响的浮游生物将包括被称为pteropod的蜗牛样软体动物, 以及被称为鈣板金藻和有孔蟲門的藻類。所有这些都是食物鏈的重要组成部分，其数量的减少将产生重大后果。在热带地区，珊瑚可能会受到严重影响，因为它将更难构造其碳酸钙骨架， 这将对其他珊瑚礁居民产生不利影响。
在地球的地质史中，目前海洋酸化的速度似乎是空前的，这使得我们不清楚海洋生态系统能在多大程度上适应未来的变化。引起特别关注的是，海洋酸化同预期中气候变暖和海洋缺氧事件的额外压力的组合会如何影响海洋。

## 海洋生物

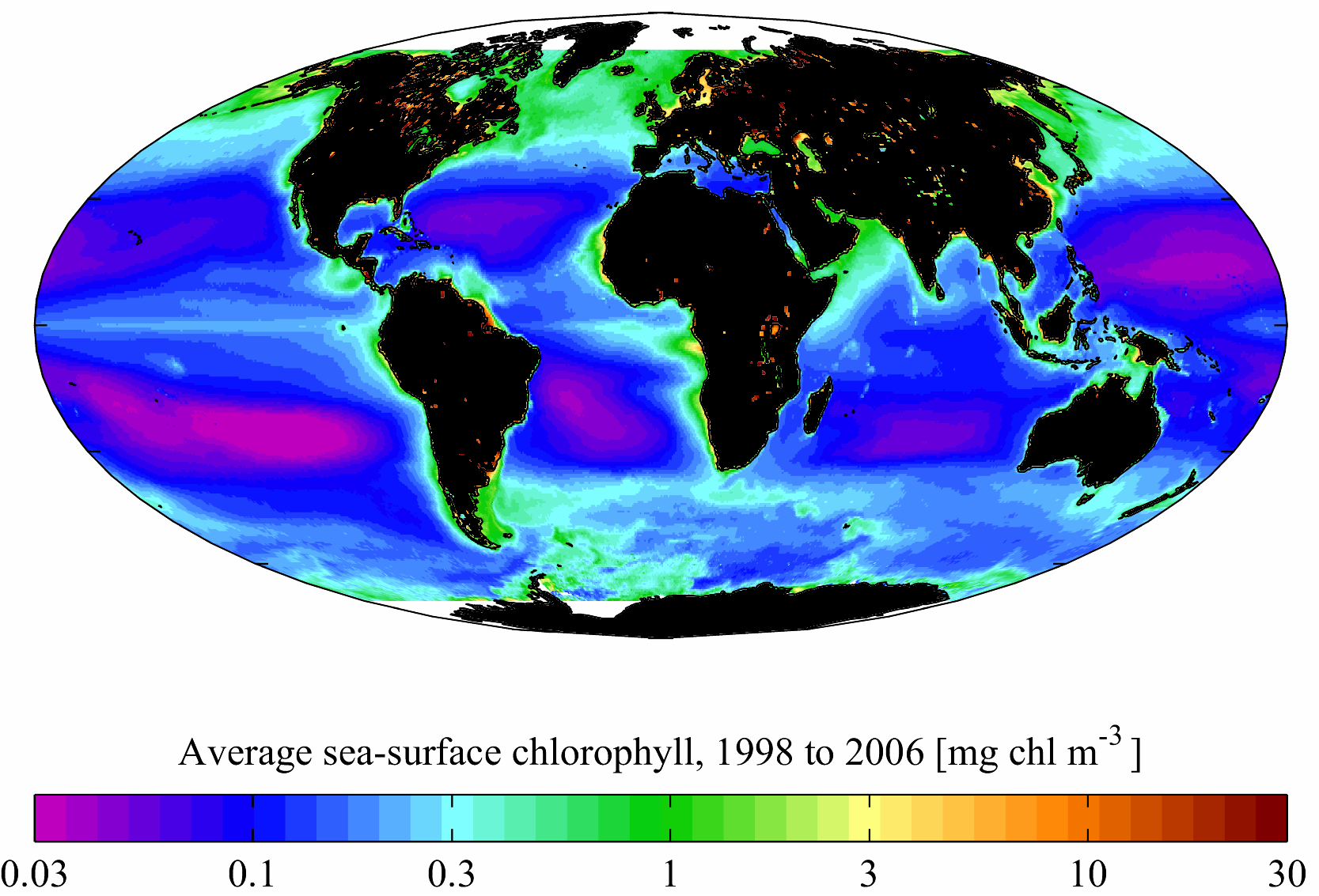
chlorophyll a平均表面积地图（1998–2006年），對數尺度范围从浅紫色代表的0.03mg/m³ 到深红色代表的30 mg/m³。

海洋是各種生物的棲息地。因為陽光只能透進上層的海域，實際上沒有陽光的深海佔了海洋的絕大多數。在每一個不同的區域、溫度、深度都有著獨一無二的環境，正是因為如此，孕育出了擁有高度生物多樣性的生命。从地表水到最深处的海沟，包括珊瑚礁、海藻林、海草、潮池、泥地、沙质和岩石海床及开放浮游生物界空间，是海洋生境的范围。在海洋生存的生物从30米长的鲸，到微观浮游植物与浮游动物、真菌、细菌、病毒，包括最新发现的寄生于细菌内的海洋噬菌体。在碳循环中，海洋生物扮演着重要角色，因为光合生物将溶解掉的二氧化碳转换成有机碳，对人类获取食用鱼而言在经济上很重要。（pp. 204–229）
生命可能起源于海洋，动物的所有主要群体在海洋中都有所呈现。科学家对于海洋生物出现的准确地点的问题有分歧：米勒-尤里实验表明开放水域存在稀释的化学“汤”，但最近的观点有火山温泉、细颗粒粘土沉积物或深海的“黑色烟柱”出口，这些都提供了阻隔地球大气层早期未能阻挡的紫外线的保护。（pp. 138–140）

### 棲息地
海洋栖息地在水平上可分为沿海栖息地和远海栖息地两种。 沿海栖息地从海岸线一直延伸到大陆架。虽然大陆架地区只占整个海洋的7%左右，大多数海洋生物还是被发现于沿海栖息地。远海栖息地位于大陆架边缘向外的深海区域。另外，海洋栖息地从竖直面上也可被分为浮游生物界（远海）， 底层区（海床上沿），和 海底生物界（海底）这几类。第三种分类方式是通过纬度：从热带到温带一直到两极的海面。（pp. 150–151）
珊瑚礁，被称作“海中的热带雨林”，仅仅只占地球海洋表面的0.1%，但它的生态系统却拥有25%的海洋物种。 其中最为出名的是热带珊瑚礁，比如澳大利亚的大堡礁，而冷水礁孕育了大量种类的珊瑚（只有六种能够形成珊瑚礁）。（pp. 204–207）

### 藻類和植物
海洋初级生产者，即浮游生物中的植物以及微生物分布广泛且多种多样。显微光合藻类、浮游植物贡献的光合产量大于世界所有森林所贡献之和。海洋中大约45％的有机物质的初级生产是由硅藻贡献的。体型较大的藻类通常被称为海藻，它们对于其所在地而言十分重要；马尾藻形成漂浮物，而海带形成海底森林。（pp. 246–255）海草状的被子植物在水浅的沙地长成“草甸”，红树林勾勒热带和亚热带地区的海岸线而鹽生植物在常被淹没的盐碱滩中茁壮生长。所有这些栖息地能够大量固碳，并支撑体型更大以及更小的动物的生物多样性。
阳光只能穿透海水顶部200米（660英尺）的区域，所以植物只能在海洋的这一部分生长。海洋表层通常缺乏具有生物活性的含氮化合物。海洋氮循环由复杂的微生物转化组成，包括固氮作用、同化、硝化作用、厌氧氨氧化和反硝化反应。这些过程中有一些在深水中发生，因而在冷水上升流或者能够获得从陆地来的营养物质的靠近河口三角洲的海域植物生长的更高。这意味着，最富有生产力即富含浮游生物既而也富含鱼类的地区主要是沿海地区。（pp. 160–163）

### 动物及其他生物

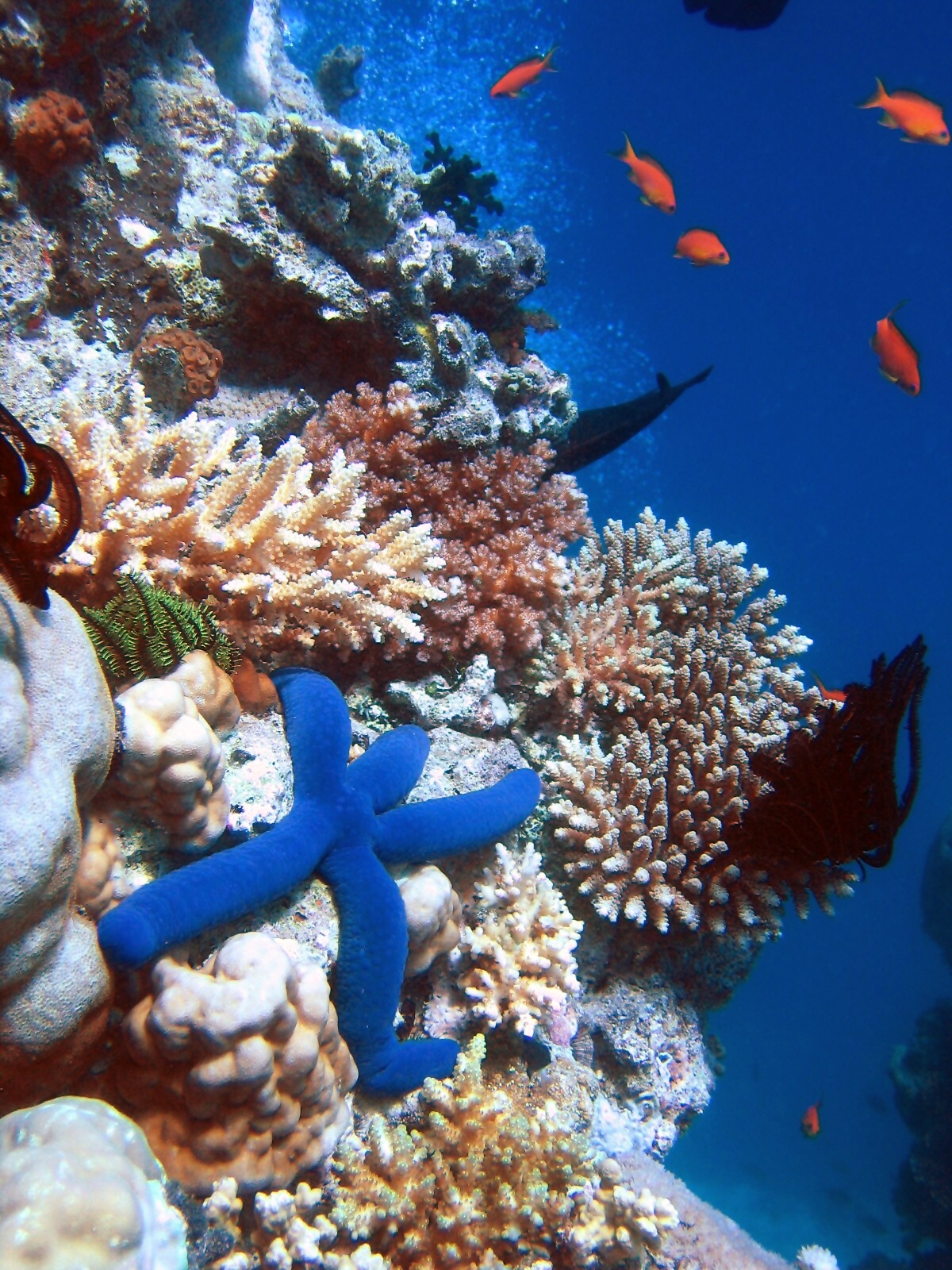
像珊瑚礁这类的海洋栖息地养育了像海星，珊瑚，和鱼这样的动物，有着丰富的生物多样性。

海里，有着比陆地广阔的多的动物类群。并且，许多海洋生物至今仍未被发现，于科学所知的生物数每年仍在增长。许多像是海鸟，海龟，鳍足类的生物会回到陆地繁衍后代。但像鱼类，鲸豚类，海蛇，等许多无脊椎动物门这样的生物有着完全海生的生活习性。事实上，海中充满着生命，并为这些生命提供不同的小栖息地。这众多小栖息地的一种，海表面——如果忽略海浪的运动的话——为细菌、真菌、微藻类动物、原生生物、鱼卵和各式各样的幼虫提供了丰富的生存环境。
远洋地带包括大型和小型的生物类群，无数和洋流一起漂流的微小浮游生物——鱼卵、海洋无脊椎动物——总是产下数量巨大的卵。因为对于每一个胚胎来说，活到成熟的几率都小之又小。浮游生物依靠浮游植物而生。而二者共同组成了一个复杂的，包含了不同大小鱼类和自游生物的食物链的一小部分。而它们又将被更大的管鱿目动物——鲨鱼、鼠海豚科动物、海豚和鲸——吃掉。有些海洋生物会做出基于季节的区域性迁移，或只是在竖直层面上移动。但始终不变的是，它们总是在晚上浮起觅食，白天潜入更为安全的海底。不只是陆地上，海里也有生物入侵的现象。而船舶可以仅通过压载水排放，或是生物的运输来轻松地引入或传播入侵物种。
底層區部分供养着许多依靠底栖生物为食生存的动物，或者为它们提供躲避捕食者袭击的庇护所。海床为生物提供了广阔的栖息地，而海床表面之下则是生物用来适应不同条件的地方。而经常暴露在干燥空气之下的潮间带则为藤壶、软体动物和甲壳动物提供了适宜的生存场所。近海带需要太阳光来使生命在这里繁荣生长。在这里，多孔动物、棘皮动物、多毛生物、海葵和无脊椎动物共同生活在藻类覆盖的岩石之中。珊瑚生活在阳光直射的浅水区。身上经常有着光合共生体。而其丰富的钙质骨骼互相挤压形成了对海床有着重要意义的珊瑚礁。正是这些珊瑚礁，为礁栖生物提供了广泛的栖息地。生物在更深的海床处变得稀少，但海洋生物在海底山附近依旧生活得很旺盛。在海底山附近，有鱼和其他动物聚集在周围产卵，觅食。在海床附近，生活着以远洋生物或底栖无脊椎生物为食的底栖鱼类。借助于潜水器，人们得以逐渐揭开大海的神秘面纱——人们看到了生活在底部海床附近的生物，而这正是之前科学家所期盼能看到的。一些滤食性动物依赖于海洋雪生存。还有一些化能生物、细菌则聚集于抚育了许多独特的生物群落的海底热泉附近。其中包括双壳类动物、海葵、藤壶、蟹及鱼（p. 212）。沉沒在海底的死鯨能被許多生物視為食物並攝食之。這些棲息地擁有著獨特的生物群落，当中能夠發現許多生物，以及不少人类近來才記錄的微生物。

## 人類與海

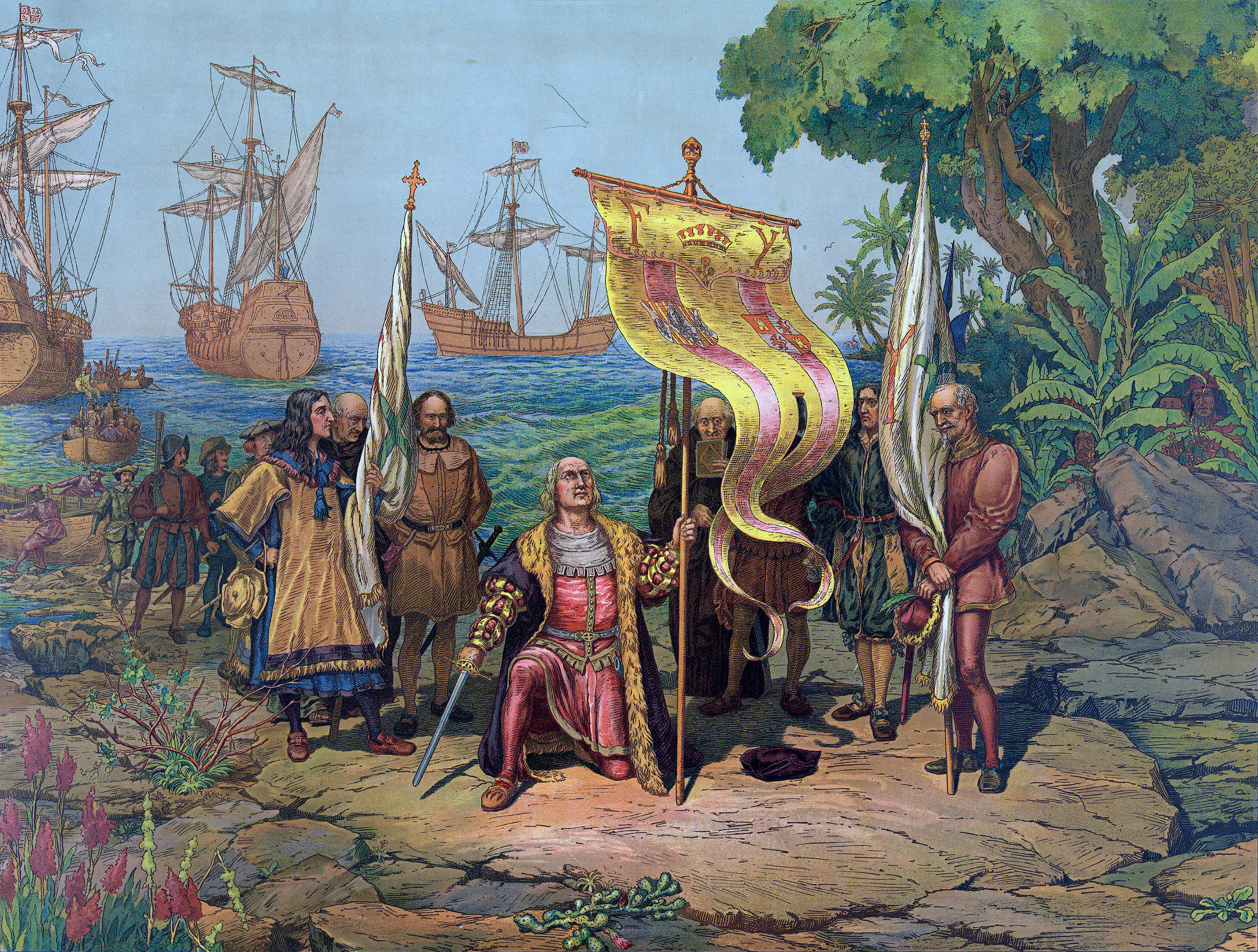
一副19世纪的插画，讲述的是哥伦布在1492年10月12日“克里斯托弗·哥伦布的航行”（相对于当时的西方国家而言）美洲，显示出历史上的探险家在西班牙民间传说#一般和美国传说#克里斯托弗·哥伦布是如何被神化的.

### 航海探索
自史前时代起，人类已开始探索海洋，最初使用筏、以中空樹幹製成的独木舟、蘆葦船，或者樹皮制成的獨木舟。人类单地起源说大部份在陆地上发生，这也包括了现时被海分隔的地域，例如白令陸橋、日本及多格蘭。它们可以在陆桥或末次冰期时的坚冰上通行。但是佛羅勒斯人侏儒很可能需要由巽他古陆越过19（12英里）阔的薩佩海峽才能到达科莫多島。同时，虽然確切細節还未確定，澳洲的祖先澳大利亞原住民在数万年前必须越过更宽阔的深海華萊士線到近大洋洲区域。 与早期的理论不同，现代海底测深学表示即使最早期的菲律宾移民點也需要民都洛海峽或錫布圖水道越过深海。
公元前六千年，Ortoiroid的狩獵採集者开始从委内瑞拉的奥里诺科河散布到加勒比。大約在同一時間，美索不達米亞人使用瀝青为蘆葦船及後来的桅帆船来填縫。在大约公元前二千四百年，印度河流域文明的洛塔是已知最早声称拥有船塢的文明。直到公元前2000年，在台湾的南岛民族开始扩展到海洋东南亚。公元前1300年至900年，南島「拉皮塔」人展示了在導航上的重大專長，觸及的地域由俾斯麦群岛至到斐濟、東加及萨摩亚。他們的後人在波利尼西亞導航時使用外伸獨木舟在數個小島之間持續航行了數千里。 在公元500年前，巽他群島的南岛民族落戶在非洲東南偏東的馬達加斯加。波利尼西亚人在公元800年之前落戶夏威夷群島，在公元1200年落戶復活節島，短期後落戶在新西兰。 埃及法老尼科二世開展了運河的建設，最終在大約公元前600年連繫了地中海及红海。希羅多德記錄了埃及人聲稱他委託了進行為期3年的考察，由紅海的 阿爾西諾到尼罗河三角洲環遊了非洲。大约公元前500年，迦太基人航海家汉诺的大西洋之旅最少到达了塞内加尔，有可能到达了喀麥隆火山，并留下仔细的航海记录。马赛人皮西亞斯在大约公元前325年探索了大不列顛島周围的海洋。公元前3世紀，宏偉的亚历山大灯塔称为古代世界七大奇迹之一。在第二世纪，亞歷山卓的克劳狄乌斯·托勒密使用了「幸運群島」上面的本初子午線測繪旧世界的地图，包括遠至泰國灣的细节，在修改后成为了地理學指南被哥倫布航行时使用。
在維京時期，維京人使用了瓦疊方法建造維京船，并拓殖了冰島，格陵兰，加拿大及基辅罗斯（pp. 12–13）。第一世纪中国论衡描述的"司南之杓"是最先的指南针形式。然而，它使用在航海的第一项证明时候是1115年由朱彧着作的《萍洲可談》。欧洲首次提及指南针是1190年亚历山大·纳肯写作的《論器具》，它记录了水手使用指南针。纬度（以赤道0°，至北极点及南极为 90°的范围来表示船的位置）可以通過測斜儀来確定，包括星盘、六分仪及十字测天仪。它们量度了水平线及太阳或月球等天体之间的角度。事实证明了准确确定經度（船相对於某固定点的东或西位置）困难很多。

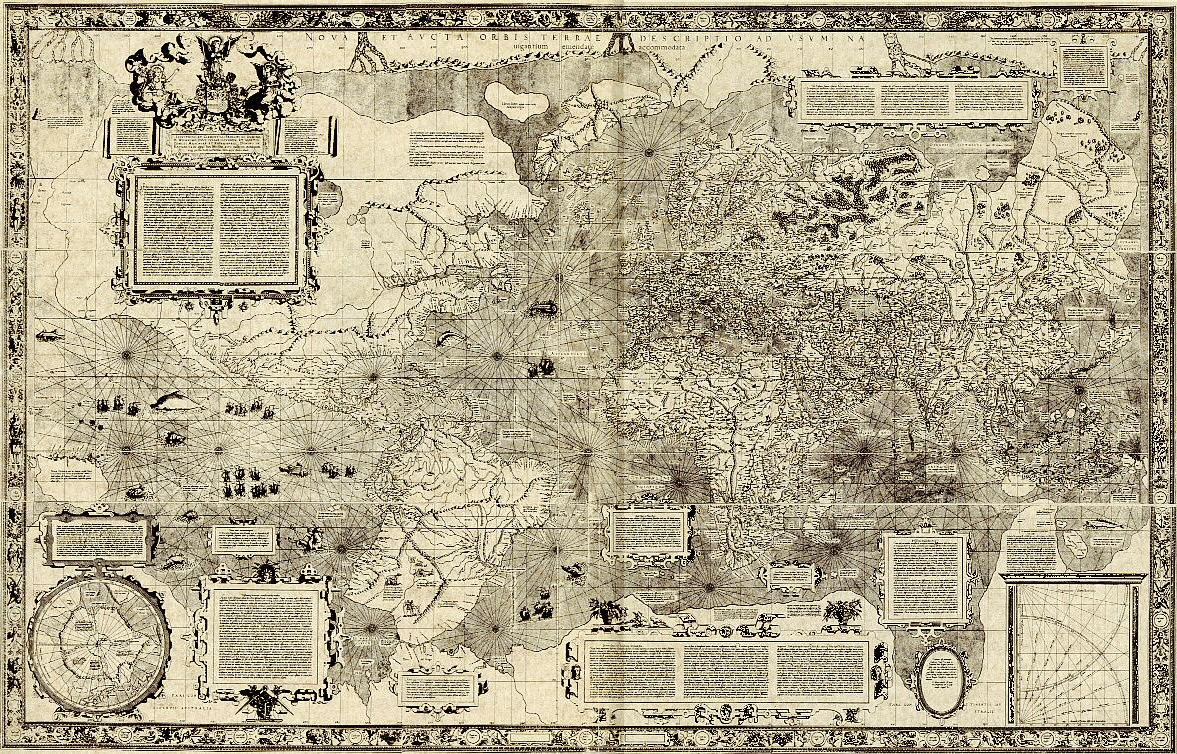
杰拉杜斯·麦卡托在1569年绘制的世界地图，其中旧大陆的海岸线有着相当精准的描绘，但极地地区和美洲的地图却存在偏差

在十五世纪，欧洲西部的水手—一开始是葡萄牙人—发起了更长的地理大发现航行。 1473年， Lopes Gonçalves穿过赤道，由此反驳了亚里士多德提出的一个火环会阻止人们探索南半球的观念。在1487年，巴尔托洛梅乌·迪亚士绕过好望角；1498年，瓦斯科·达伽马到达马林迪，在当地，一个本地水手向他展示如何跟随季风到达印度。1492年，因为对地球半径的错误的估计，热那亚人克里斯托弗·哥伦布从加的斯航行去到加那利群岛，试图从那里开拓一条从西班牙出发经过大西洋到达东方的航线。事实上，他登陆在了加勒比海的一个小岛上。结果导致了“哥伦布大交换”，把马铃薯、玉米和辣椒带到了旧世界，同时也使美洲原住民感染上了天花并在其中流行。人口的减少为西班牙在美洲殖民并广泛采用黑奴种植烟草、糖、染料和棉花牟取暴利创造了条件。1519年，胡安·塞巴斯蒂安·埃尔卡诺完成了西班牙的麦哲伦的环游世界的探险。（pp. 12–13） 这些以及其他一些航行使得欧洲的地图达到了以前完全不可能达到的精度。1538年，杰拉杜斯·麦卡托设计了一种地图投影方式，方便地保持了方位线（罗盘方位线）的笔直。（pp. 12–13） 在北冰洋，1594年，荷兰的一个舰长威廉·巴伦支到达斯瓦尔巴和巴伦支海。同时，1675年，在南边，Anthony de la Roché穿过南极幅合带，之后，1820年三个相互独立的探险家—一个英国人、一个美国人和一个俄罗斯人—同时发现了南极洲。 并不是所有的发现之旅都启程于欧洲西部。尽管俄罗斯海岸的准确海图到18世纪才被绘制出，并且北地群岛1910年才被发现， 诺夫哥罗德人早已在13世纪开始在白海航行。虽然长期闭关锁国，但中国在宋元两朝曾有过短暂的开放。15世纪初期，郑和的宝船舰队曾多次携带37000人和317艘船从明出发航行，最远到达非洲海岸。（pp. 12–13） 然而，中国的出海探索马上又迅速减少并最终被禁。东亚的人们是从利玛窦的地图得知其他大洲的真实形状的。
与此同时，经度的确定仍需要近似和猜测：真正的经度计算需要一个准确的时钟以比较中午时分船上以及一个定点的准确时间，譬如格林尼治的子午线。 英国的经度测量奖在1773年颁给了自学成才的约翰·哈里森以表彰他在1761年发明了海上用表。詹姆斯·库克在他的第二、三次航行中使用了此表的一个复制品（即探索太平洋和俄罗斯、法国、荷兰和美国官方授意探索的两次）。（p. 15）1850年，横贯英吉利海峡的电报线完工，随后英国电报系统所有的电报线都被连接起来，导致人们对深海产生了极大的兴趣。早期的理论认为没有生命可以生活在300㖊（550或1,800英尺）以下的深海，这个理论在1860年连接地中海线时被推翻，海平面下四倍深的地方还是可以打捞出许多海洋生物。 迈克尔·萨斯在挪威的峡湾所发现的深海“活化石”推动了英国1870年代包括挑战者号远征在内的努力，由此建立了现代海洋学的基本框架。（p. 15）1878年到1890年，SS Vega成功穿过了东北水道并首次环绕欧亚大陆。1890年代中期，弗里乔夫·南森搭乘一艘特别设计的船通过了北部的浮冰，提出北冰洋是一片开放的海域。1898和1899年两年间，卡罗·纯提出，有许多新的生命形式生活在南大西洋海面4,000米（13,000英尺）以下的深处，并对此进行了研究。
在20世纪，1906年，果阿號成為了第一艘通過西北航道的船隻。1921年，位於摩纳哥的國際海道測量組織 開始籌備進行海床的量測及製圖。從1924年起，Discovery Investigations 開始研究鯨魚並且畫了南極洲周圍海床的地圖。 1930年，深海調查用球形潛水裝置透過了一條纜繩下潛到434（1,424英尺）深。在1940年代，雅克-伊夫·库斯托協助開發了第一個成功的水下呼吸裝置並且將潛水活動普及化。冷战和钻探也讓人類對深海的研究更上一層樓，到了1960年，搭載自供電系統的深海探測器的里雅斯特號運載船內人員潛入马里亚纳海沟10,915米（35,810英尺）處深入探索。 而一個穿著常壓潛水裝的美國海軍潛水員於2006年抵達了海平面之下2,000英尺（610）。
如今，全球定位系统（GPS）使用廣義相對論來計算傳送訊息的時間點和地點，再加上三十幾顆衛星，船隻可以準確地在全世界航行，不出差錯。 現今進行的海洋學研究包括了海洋生物、保育、海洋生態、海洋化學、氣候變動模式、海空邊界、天氣規律、海洋資源、再生能源、浪與洋流和新型深海探索工具或科技的設計與開發。研究人員以人造衛星為基礎的遙感技術 觀測表層海水，以研究船、固定式觀測站與自動水下探測器來研究及監測海洋的每一部份。

### 貿易

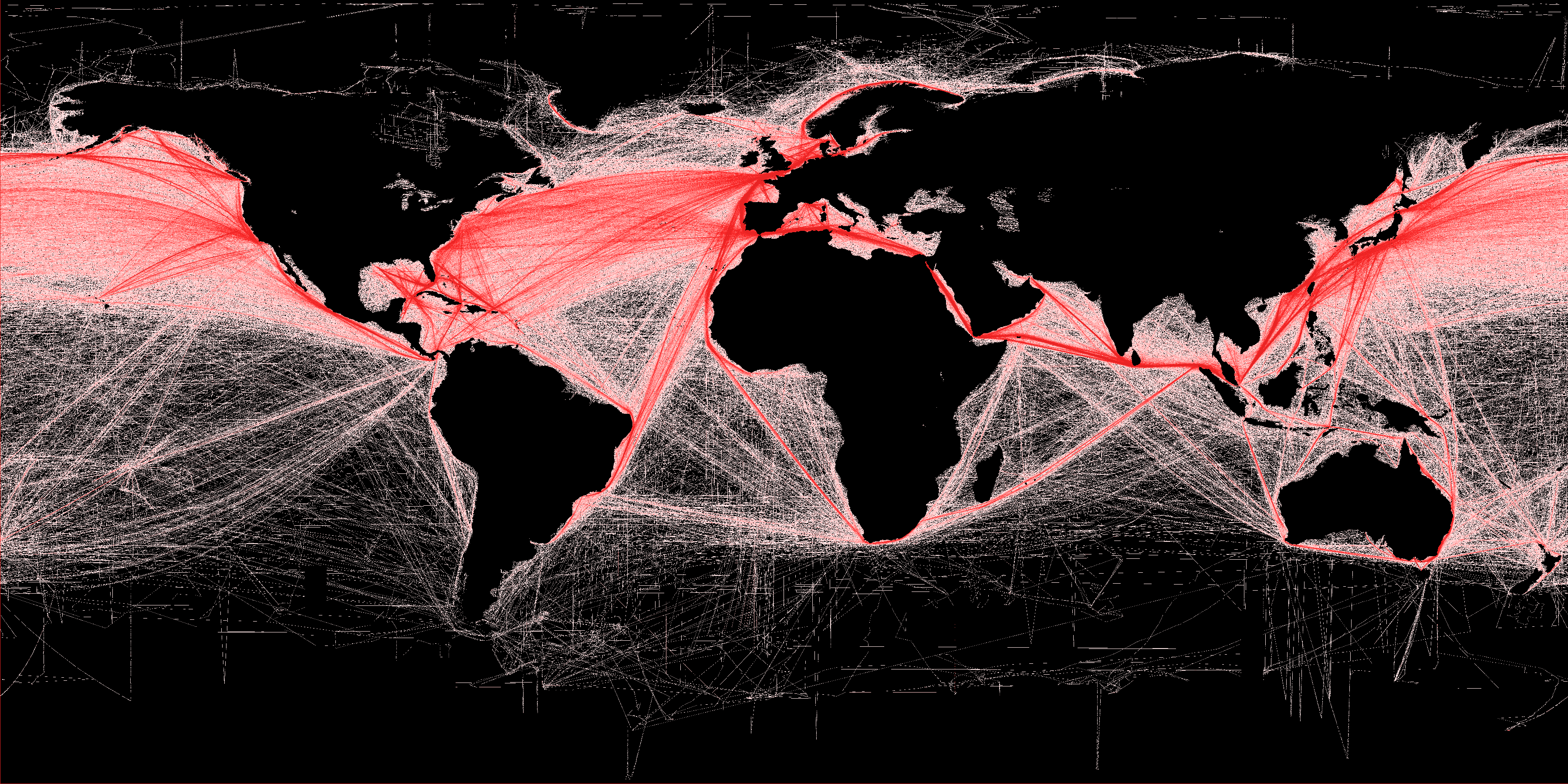
海運路線圖，顯示世界上各海域商業航運的相對密度。

当苏美尔文明与印度河流域文明相连，早期人类文明就已开始从事水上贸易。大约公元前2000世纪，克里特岛上的米诺斯人确立了最早的制海权，一个极大程度上依靠的贸易和海军实力的沿海帝国。腓尼基城邦和古希腊城邦在公元前1200世纪取代了米诺斯人，最终建立了从亚速海至索维拉的广阔古代殖民地。在罗马帝国时期，商贸也一如既往地繁荣。在公元前一世纪，游牧民族的入侵中断了印度获得西伯利亚黄金，使得印度开启了前往马来西亚和印度尼西亚的海上航线，也使得首次接触到印度教和穆斯林商人。随着罗马帝国的衰落，欧洲大陆的贸易规模缩小，但仍在世界的其他角落繁荣兴旺。当时的泰米尔朱罗王朝凭借贸易与唐朝、爪哇三佛齐，西面的阿拔斯王朝繁地来往。随着阿拉伯人不断地东征西讨，他们逐渐占领了印度洋的海上贸易，也将伊斯兰教沿着东非洲沿岸，最终传播至东南亚。地理大发现主要的影响是将世界的区域贸易网络统一为单一的世界性市场，主要由欧洲各君主、阿姆斯特丹和伦敦的商人及其他大西洋港口推动而成。从16世纪到19世纪，大约1.3亿人口通过船运，被卖到大西洋对岸的美洲当奴隶。黑尔斯奖的设立就是为了奖励最短时间内穿越大西洋的商业航线，1952年，美国号邮轮获得了当时3天10小时40分钟的最快记录。
如今，大批的商品通过海路运输，尤其是横跨大西洋地区和环太平洋地区。主要的贸易航线是从直布罗陀海峡以及马六甲海峡跨越地中海和苏伊士运河到达印度海，还有许多贸易航线也会通过英吉利海峡。船运航线指的是货轮在公海上的航线，习惯上是利用信风和气流运输。世界上百分之60以上的集装箱运输是由最主要20条航线完成的。 从2007年开始，北极冰川不断融化，使得去往西北航道的船只在夏季的一段时间里，可以绕开苏伊士运河或巴拿马运河的较长路线。运输方式通过空运补充，这是一个更昂贵的运输方法，大多数用于极其贵重货物和易腐货物。海上贸易每年至少承载了4亿美元价值的货物。
海运贸易的货物通常分为两种：大宗货物和杂货（又称普通货物），这种大部分现在已经通过集装箱运输。商品是液体、粉末或碎木料通常零散地放在散货船的货舱中，连同油、谷物、煤炭、矿石、废金属和沙石一起。杂货通常是产成品，并且以包裹的形式运输，堆在栈板上。在1950年集装箱发明之前，这些货物都是零碎地装载、运输、卸货。 使用集装箱极大程度提高了运输效率也减少了移动成本，如今，大多数货物以统一大小，封闭地集装箱运输，并装载在配有特定用途的货柜船上。 货运代理公司负责登记货物，安排提取和运输，以及管理证明文件。 运输安全由国际海事组织管理，1959年在伦敦总部首次发起召集。监管对象包括了发展与维系运输、海上安全、环境问题、法律事务、技术协作和海事保全的监管框架。

### 捕魚

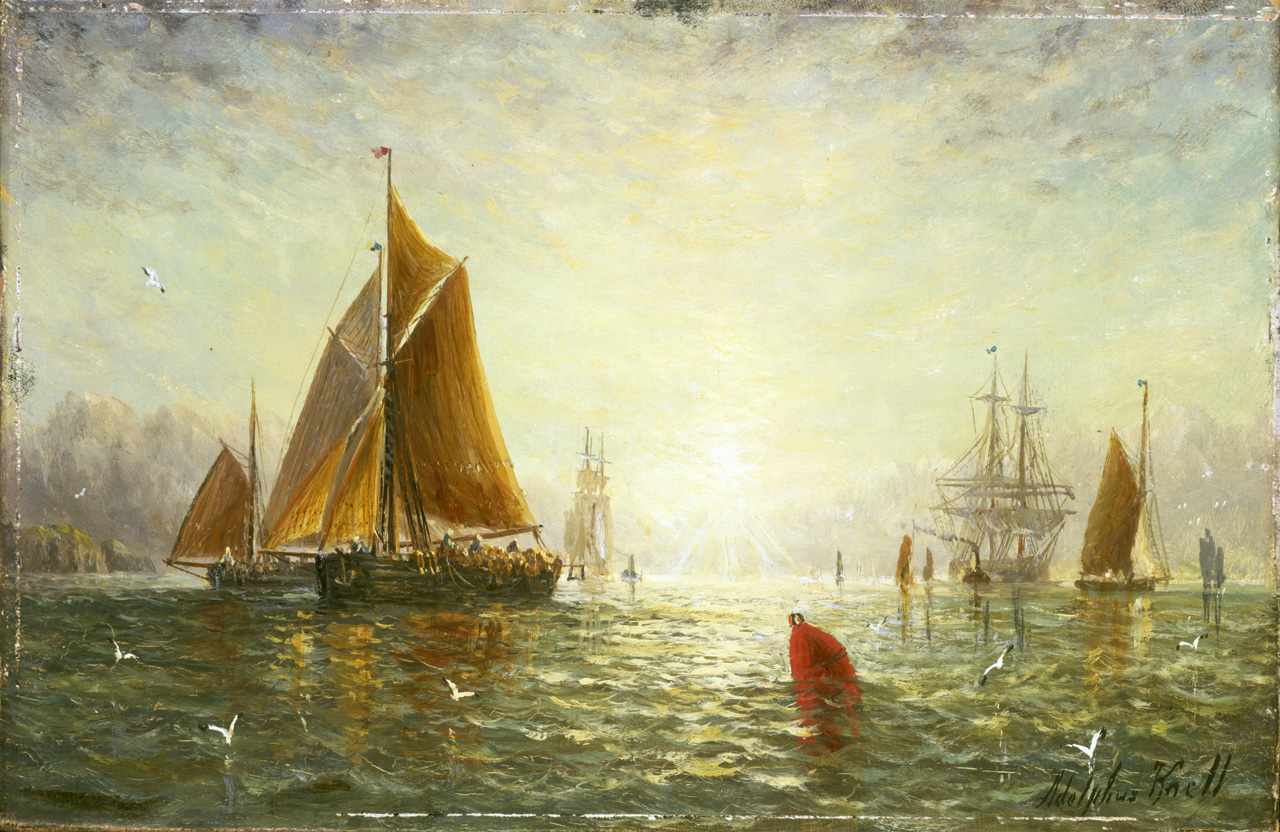
十九世紀正在作業的布里克瑟姆拖網漁船。

四萬年以前，位於东亚的人們已大量捕食淡水鱼。旧石器时代的人們普遍使用有刺的魚叉於沿岸捕魚（魚叉獵魚）。西元前2500年，可捕魚的魚池以圍繞苏美尔的寺廟，西元前五世紀的中國古代典籍中，記錄著中國最早致力於養殖漁業的商人——范蠡 。於西元一世紀左右殘存的卡剌克斯的伊希多爾發現一份帕提亞史料，描述當地人透過自由潛水於波斯湾捕珍珠，
有一份一世紀帕提亚人旅程的片段記載，其中提到當地人會在波斯湾以自由潛水的方式來採集珍珠，而奧皮安在第二世紀的《Halieutics》也提到希臘及羅馬人的四種捕魚方式：鱼钩和鱼线、渔网、梁及三叉。傳統漁船一開始是在近海航行，但在中世紀後期及近世起開始在公海上捕魚（特別是捕撈鱈魚），這對北歐、新英格蘭及加拿大的經濟及海軍發展都相當的重要。北海沿岸的過度捕魚帶動了像Brixham拖網漁船的發展，並且也帶動了可用作是延绳捕鱼船隻母船的單拖網漁船的發展，由於19世紀鐵路運輸、製罐及制冷技術的發展，漁業開始成為羽翼豐滿的產業。世界大戰時聲納的發展後來演變成鱼群探测仪，而在1950年代時大型工廠船在一個小時捕獲及處理好的漁獲量已是以往單拖漁船一季的收獲量。1960年代大西洋及太平洋的漁獲量已接近其最大收獲量。1950年代的野生漁業漁獲量為每年1800萬公噸（2000萬吨），到1980年代末期已有每年8500萬公噸（9350萬吨），之後漁獲量大致維持穩定。中國大陸改革开放後，漁獲量大幅成長，從1961年佔全世界的7%到2010年佔全世界的35%。魚類數量動態的科學研究以及以往共享水域的國有化都有助於改善過度捕撈的情形，不過因為現代商業捕魚的成功，已針對過度捕撈有其他重要的改善措施：大西洋西北部鱈魚產業已降到其歷史漁獲量的1%，已要求加拿大在1992年完全暫停執行，中國大陸在2000年起強制進行野生漁業零成長的政策，讓產業轉向水產養殖業。中國大陸每年有固定幾個月禁止各國在南海海域捕魚，不過也受到南海鄰近國家的抗議。

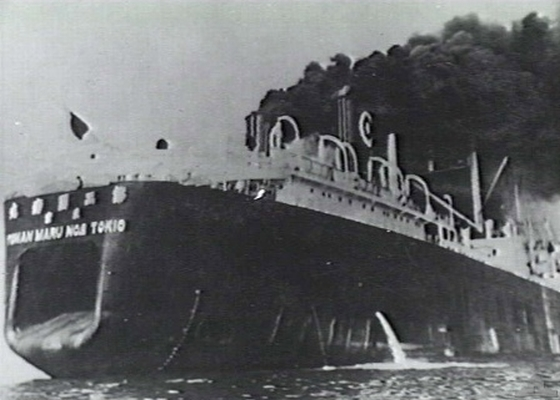
The 捕鯨工廠船 Tonan Maru №2被魚雷擊中四次，但每一次都有再做修理。日本捕鲸业是以挪威的設計為基礎，日本捕鲸业在同盟國軍事佔領日本時提供全國半數的肉品供應，目前仍然是全世界上最活跃的。歐洲類似的捕鯨船啟發了現代的工廠船

截至2006年為止，全世界約有4350萬人是以捕魚或是水產養殖業為生，其中有85.5%住在亞洲。漁民佔+3⁄4，其餘的則是水產養殖。2012年時的世界魚類產量統計包括了鱼、甲壳類、软体动物及其他水生動物，總計1.58億公噸（1.74億短噸），其中有9130萬公噸（1億短噸）是野生捕撈的。若不考慮產量強烈受到厄尔尼诺现象影響的秘魯鯷產量，整體的產量趨勢仍然在成長，不過成長是因為淺水水產養殖及海水養殖，而不是因為野生捕撈量的成長。依照聯合國海洋法公約，各國可以在其海域专属经济区中漁獲量最豐富的地區，訂定漁獲配額以及其他管理制度，約佔全年漁獲量的87%。結果相當的戲劇性，在第一次世界大战捕魚較少的時候，北海1919年的漁獲量是1913年的二倍，有時則少很多。二十年下來，紐芬蘭大淺灘的鱈魚產量只有其最大產量的10%。目前最常捕撈上岸的魚類包括鯡魚、鱈魚、鳀科、鮪魚、比目魚、鯔形目、魷魚及鮭魚。其中許多魚類（也包括大型捕食性魚類）仍遠低於歷史水平。

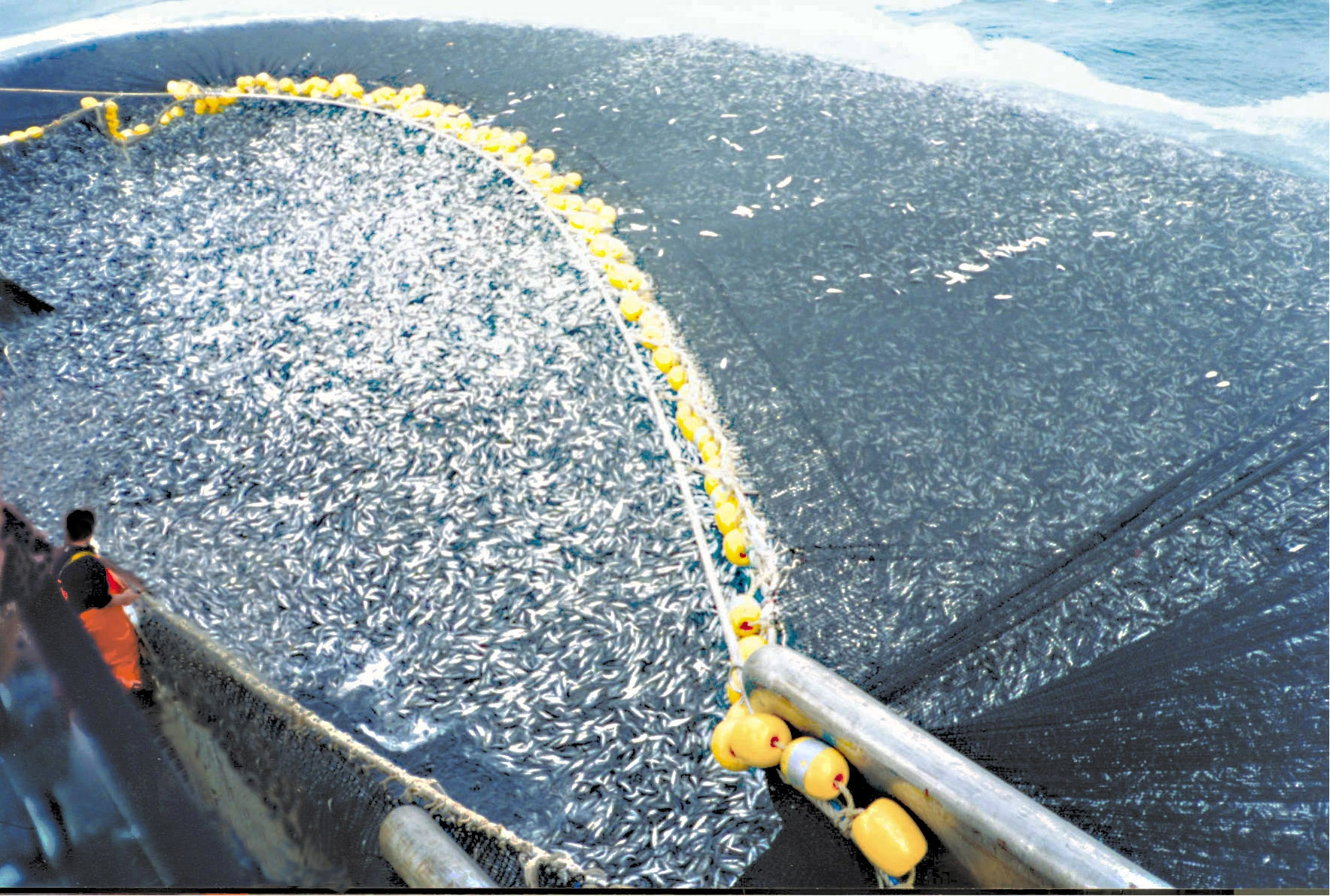
漁船捕撈到約360公噸（400短噸）的智利插孔鯖魚

在海上捕鱼的船只已经超过了300万只。現代的漁船包括只有少數船員的拖網漁船、尾拖網漁船（stern trawlers）、围网渔船（purse seiners）、，以及設計停留在海上數週，製造及冷凍大型魚貨的大型工廠船。捕魚的設備包括围网、其他渔网、拖網、流刺網及延绳。联合国粮食及农业组织鼓勵各地發展其地區性漁業，有助於促進沿海居民的糧食安全，也有助於對抗貧窮。

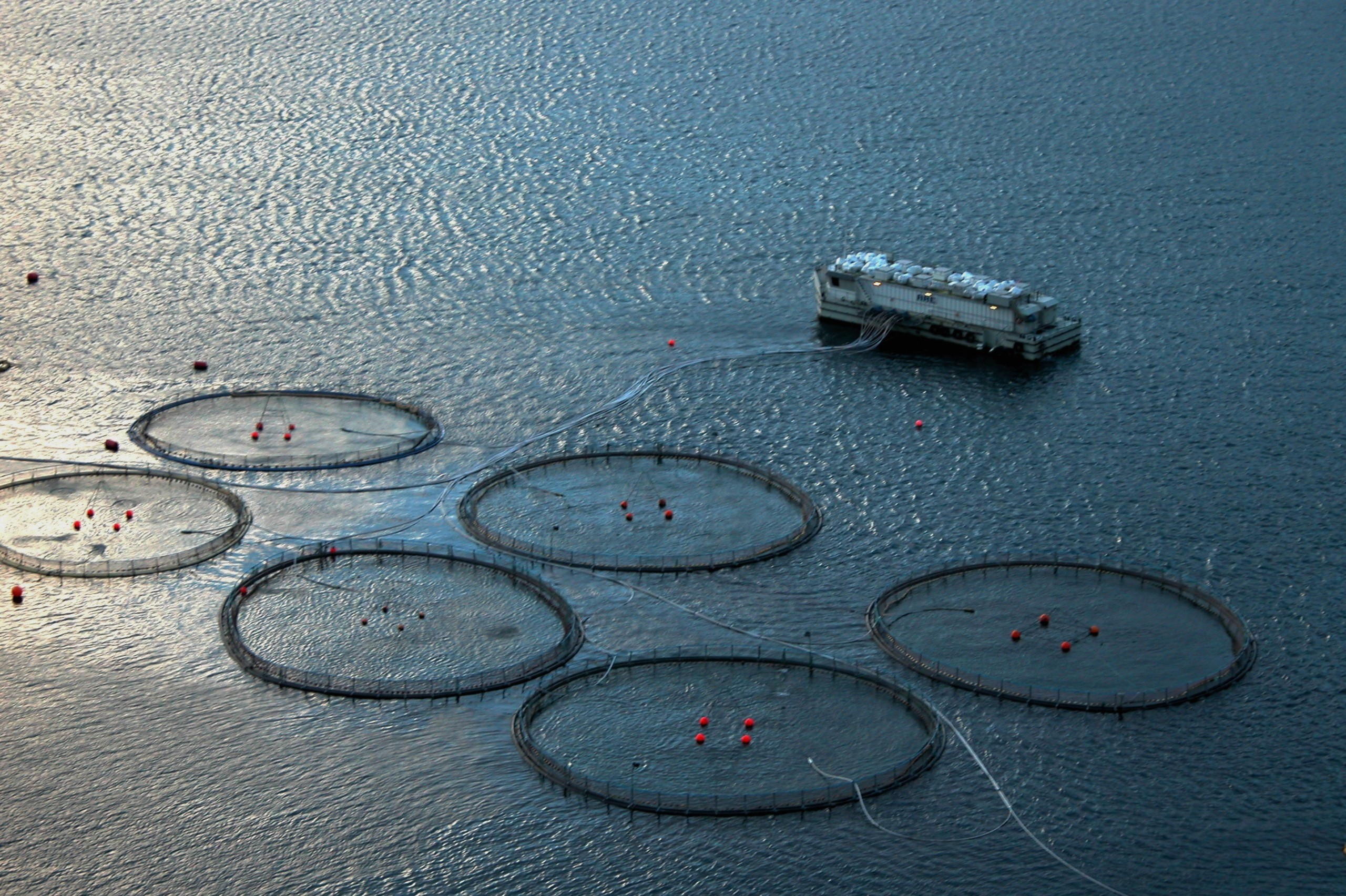
法罗群岛的鮭魚圍欄

海洋牧場於2010年共生產了7,900萬公噸（8,700萬短吨）的食物及非食物產品，其中包括野生物種，約養殖了600種植物及動物，部分用於培育野生物種。養殖的動物包括鱼、水生爬行动物、甲殼類動物、軟體動物、海參、海膽、海鞘及水母。。綜合海水養殖的好處包括有穩定的浮游生物來源，而且動物的廢棄物會自然清除，若是一些廢棄物可能會造成損害的情形，可以使用綜合多物種海水養殖，例如養殖鮭魚時同時養殖貝類，鮭魚的排泄物即為貝類的食物來源。海水養殖有許多不同的方式，有鳍鱼类的網罩可以悬挂在外海，网箱則較常用在較受保護的水域，也可以放在漲潮時海水會流進的池塘中，海蝦養殖會在有連接外海的浅水池中養殖。掛在水中的繩索可以生長藻類，牡蠣和貽貝。牡蠣則是在托盤上或是網狀管上飼養。海參是在海底養殖。緬因州有海螯蝦的圈養育種計劃，作法是將幼体放置在海中，因此使海螯蝦的收獲量增加。人類食用的藻類超過145種，包括紅藻、綠藻、褐藻等，在日本及其他亞洲國家有悠久的養殖歷史，藻類養殖仍具有相當潛力。少數海洋開花植物可供食用，如海蓬子，能夠生食或經烹飪。因水產養殖多為養殖單一物種，面臨廣泛傳染疾病的風險。如1990年代中國養殖栉孔扇贝、明蝦受大規模疾病影響，而必須更換養殖物種。 海蝦養殖也造成东南亚地區重要的红树林遭破壞。

### 法律
自古代開始，基於海上航行的不確定性，海域被視為一個獨特的司法管轄權，海事法是用以規範海上爭議及海上犯罪的国家法律。羅德法、罗马法、拜占庭法、特拉尼法及阿瑪菲法等為法國、热那亚及汉萨同盟的海事法所繼受，英格兰則建立了首個海事法院，不同於英國傳統上普通法系，該海事法院較接近欧陆法系，英法北美战争期間，該法院被尋隙濫用，最終導致美國革命 。美國透過宪法再次引入海事法，但程序上採取較多陪审制。
海洋法為規範海上爭議及海上犯罪的国际法。過去帝国如羅馬帝國、中國長期主張普遍管辖权；於中世纪時，義大利的海上共和国諸如威尼斯、热那亚承認競爭者的主权，但能主張交通上的閉海權利 。葡萄牙及西班牙則主張對地理大发现新發現的海洋及陸地具類似權利，教宗支持該主張，則為宗教战争爆發的原因之一；荷兰东印度公司為防範猖獗的海盜行為，於1609年聘用法學家胡果·格老秀斯，其著作《海洋自由論》，贊同公海自由原則，最終獲得共識，而领海則延伸至陸基加农炮的射程範圍，即3海里 （5,556米或18,228英尺），該範圍以外則為公海。美国总统伍德罗·威尔逊主張維護公海自由原則而參與第一次世界大戰並納入十四點和平原則；然而美國總統杜鲁门於1945年單方主張對美國大陆架的石油蘊藏具管轄權，對該原則產生重大挑戰。三次聯合國海洋法會議則重新形塑海洋法，但美國未批准聯合國海洋法公約，而是透過總統令採納該條約。
聯合國海洋法公約（UNCLOS）於1982年簽署，1994年生效，公約宣示「公海對所有国家開放，不論係沿海國或內陸國」，並示例各國具航行、飛越、鋪設海底電纜、建造人工島、捕魚及科學研究等自由。公約延伸领海範圍由领海基线起算12海里（22.2 km或13.8 mi），領海基線通常等同低潮線；沿岸國於領海享有管轄權，而他國船隻則享有無害通過、過境通行等權利。而"內水"則為基線向內陸的區域，主權國家對內水有完全管轄權。「臨接海域」則為領海外側至基線起算24海里區域，允許主權國家對違反海關、稅務、移民、汙染之船舶進行緊追。「专属经济区」（EEZ）係自基線起算200海里（370 km或230 mi）之範圍，所屬國家具一切利用海洋生物及礦物權利。法律上，「大陸礁層」為大陸邊外緣（海水深度200米或660英尺以內）的海底區域或基線起算200海里範圍，以較高者為準，所屬國家得利用海床及底土中之海洋生物及礦物。
船舶航行途經可能多個时区，故於1920年代提出航海時間，於公海上使用，每個時區跨越15個經度，若向東行，每過一個時區調快一小時。

### 戰爭

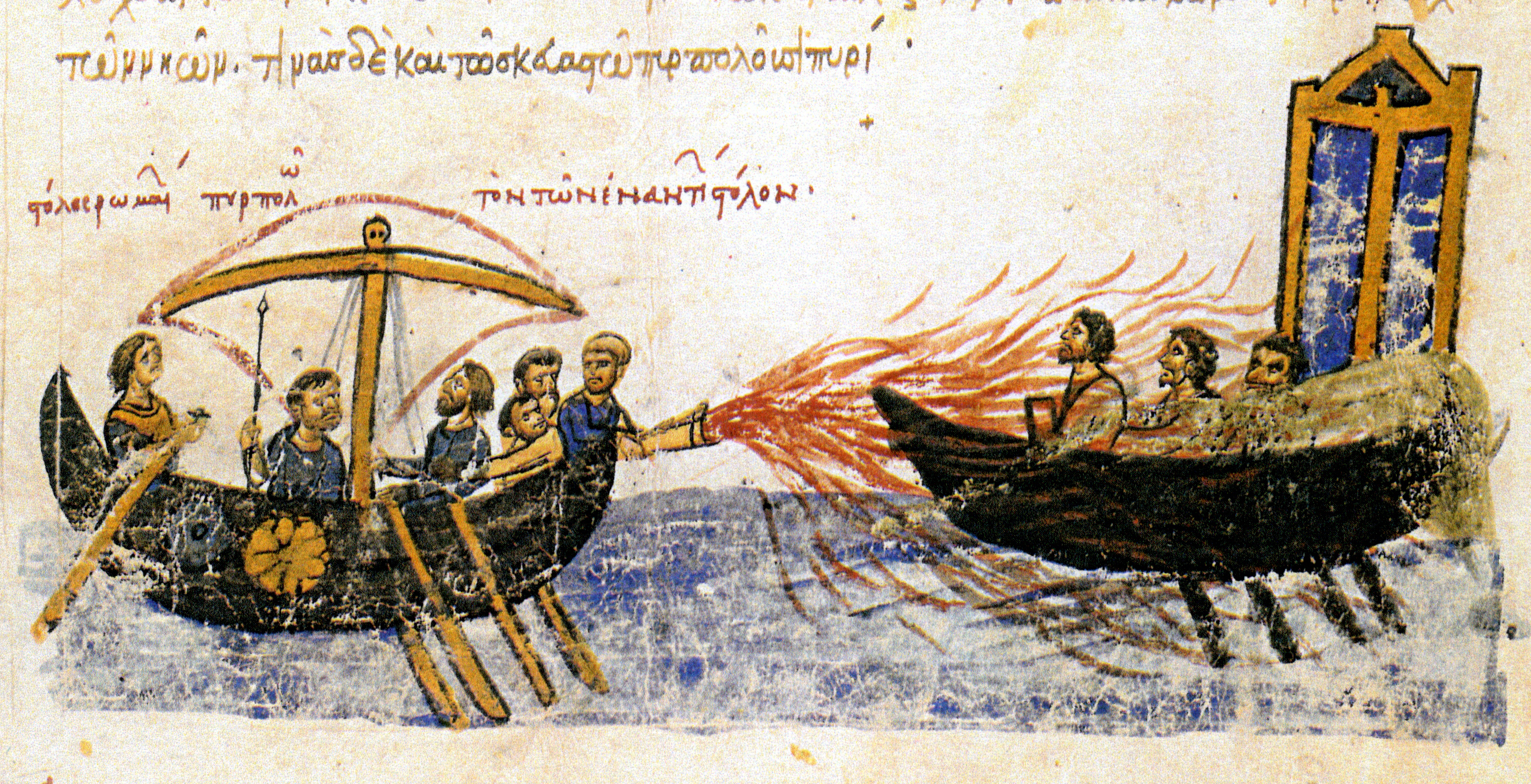
9世紀時，拜占庭海軍使用希腊火攻擊托馬斯斯拉夫。

隨著艦隊協同作戰發展，具備登陸力量，海战對沿海國家的防禦或征服至關重要，西元前1210年赫梯苏庇路里乌玛二世燒毀賽普勒斯艦隊為史上第一場海戰。不久後，海上民族的艦隊橫掃了整個東地中海，纳瓦林至加薩一帶的沿海城市經過約50年間的入侵，接近全數遭到破壞。隨著帝國擴張，陸上補給已不足以維持，所以破壞補給艦隊成為有效的戰術。西元前480年的萨拉米斯战役為波希战争的轉捩點，並非因其固有的作戰能力（虽然这也是一方面原因），而是受益於地米斯托克利的欺敵及優越的戰術，使雅典人能夠切斷波斯人的海上補給，並破壞橫跨達達尼爾海峽的浮橋，進一步截斷波斯人的撤退路線。於木造船時代，維持龐大艦隊為一大負擔且易受惡劣天氣損壞船隻，西元1274年及1281年蒙古帝国入侵日本時，遭遇神风而遭到重大損失。
海盗在古代奇里乞亚及中國均屬非法，但也有國家背后给予支持的如克里特海盜、維京海盜、日本海盜、英國海盜及巴巴里海盗，海盜問題至今仍存在，而需保護商船安全或進行大範圍海岸巡邏。

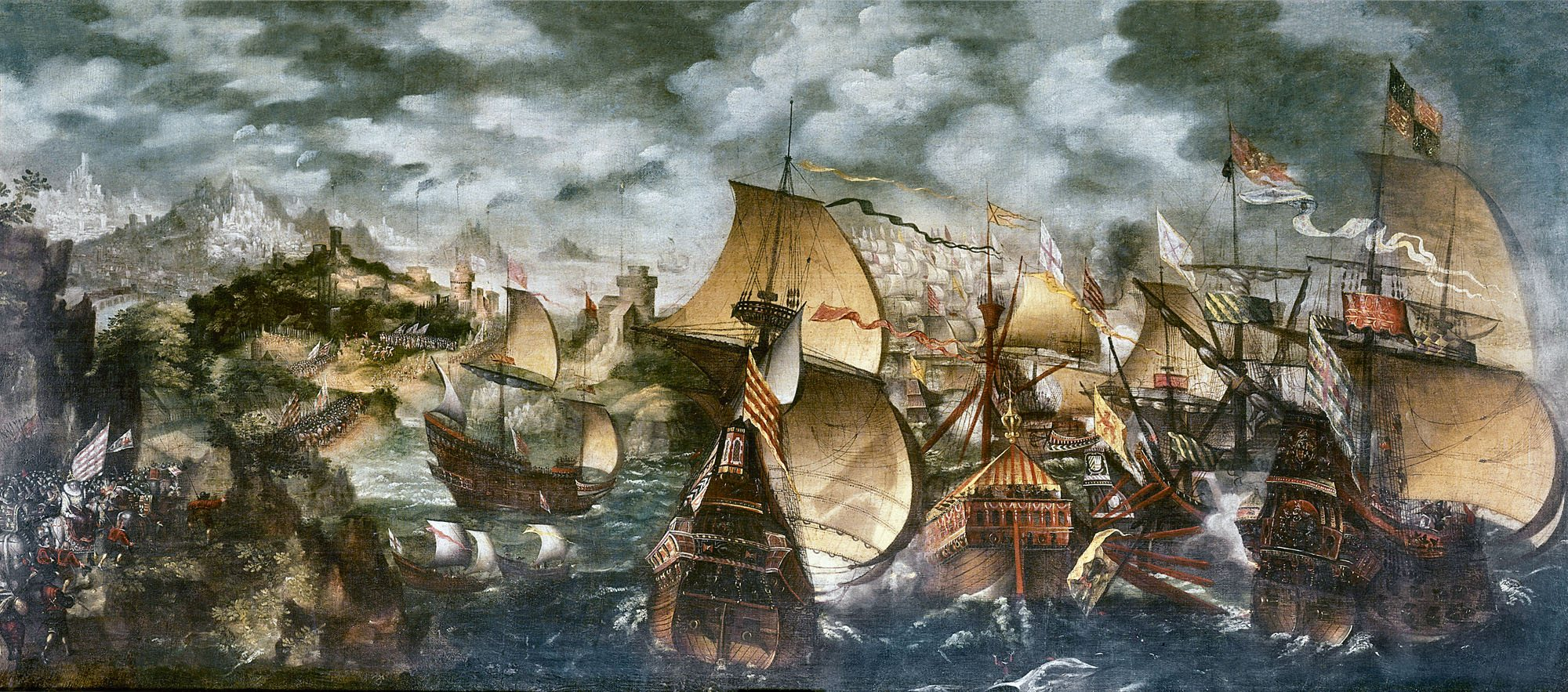
帆船時代海戰：1588年格瑞福蘭海戰的畫作，該戰役促使西班牙艦隊的瓦解。

古代世界除萨拉米斯战役外，亞克興角戰役亦為大規模海戰，該戰役為奥古斯都建立羅馬帝國的轉捩點；於近代，重要海戰包括1588年英國艦隊戰勝西班牙無敵艦隊，1639年荷蘭於泊地海戰戰勝西班牙艦隊，1689年法國於比奇角海戰戰勝英國、荷蘭聯合艦隊，1781年法國於切薩皮克灣海戰戰勝英國艦隊，以及1805年英國艦隊於特拉法加海戰戰勝西班牙、法國聯合艦隊。

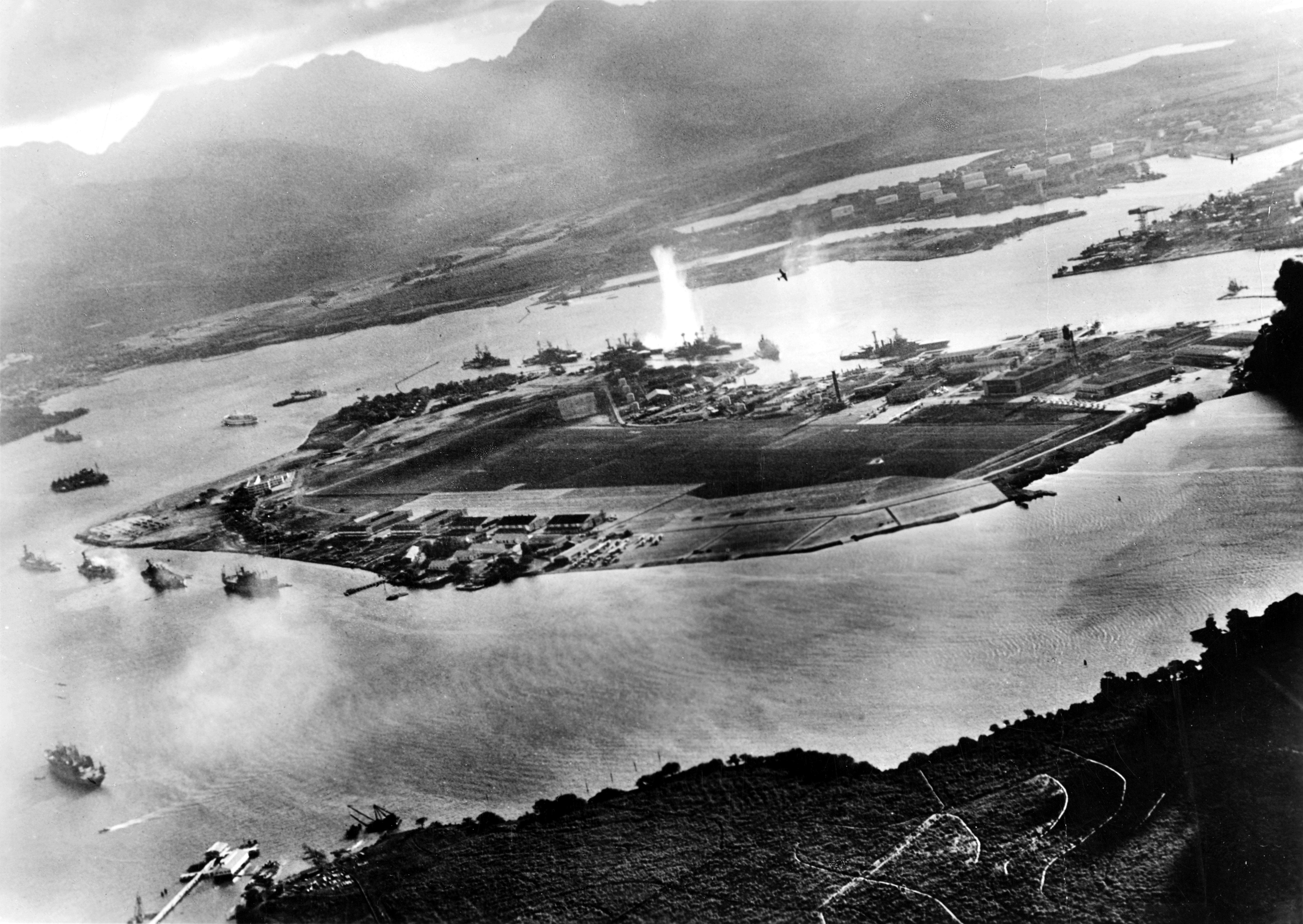
現代海戰：日本攻擊珍珠港時一枚魚雷擊中西維珍尼亞號戰艦。

隨著蒸汽機技术的发展，人们得以大量生產鋼板、彈藥，促使19世紀歐洲國家对新帝国主义的實踐，強行打開非洲、中國、韓國及日本市場，以促成貿易上的有利條件。雖然內部政治因素阻礙了中國的現代化，但美國海上力量介入促使日本進行大規模改革，並於1905年对马海峡海战取得成果，從而日本得以打敗俄羅斯。最初海軍大國著重於建造大型无畏舰及戰艦，但在第一次世界大战中未能取得決定性戰果 ，相對便宜的德國U型潜艇於戰爭中展現潛艇能夠在甚至是地方的海域也能重創敵方水面艦隊的優勢。 盟軍藉由護航、密碼破譯及反潛作戰等作戰方式取得第二次世界大战大西洋海戰的決定性勝利，隨著應用物理學發展，1960年代核動力弹道导弹潜艇定期巡航成為二次打击的力量，用以實施核反擊。第二次世界大战在地中海及太平洋戰場的經驗顯示空中力量能有效打擊最強大的戰艦。

### 旅行
以小型私人船只为个人交通工具无疑可以追溯到史前阶段，但能够勇敢开拓海洋的大型船舶在大多数人类历史上通常专门用于贸易或捕鱼。即使是军事运动也常常只是雇佣或指挥这些私人船队作为部队运输，交易员，朝圣者和富有的古代和中世纪的游客。探险和殖民化航程的资金通常由王权从海军基金提供;而运输则不同，他们通常得到特许或者进行购买，然后在初始结算后用于运输供应。在16和17世纪，有专用且定期的本地客运服务，但在1817年的（Black Ball）黑球是第一个跨大西洋客运线。在航海时代，这种航程的持续时间很大程度上取决于盛行风和天气。18世纪的马盖特侯爵在英国和爱尔兰开始休闲旅游的普及，后来他在下个世纪与托马斯·库克的旅行团合作。在19世纪，蒸汽驱动的远洋客轮连接了世界的铁路网络。到1900年，横渡大西洋大约需要五天，客运线竞争赢得蓝丝带奖，这是一个非正式的荣誉，给予最快的班轮定期服务。从1909年的二十年，平均速度26.06节（48.26公里/小时）的毛里塔尼亚号赢得此奖。 这个时代更快更便宜的洲际航班得以实现，最重要的是1958年纽约——巴黎航线
海上仍然是娱乐划船和大型游轮的场所。它也是难民和经济移民的一条路线，一些人使用经不住海上风浪的小艇，一些人选择偷渡。 这些人中有的是为了逃离迫害，而许多人是为了到达他们心中前景更加光明的国家，也就是经济移民。

### 休閒活動
自19世紀起，人們開始懂得利用海域進行休閒娛樂活動，而在二十世紀更是蓬勃發展。 海域休閒娛樂活動的種類十分廣泛，包含自由航行、遊艇駕駛、離岸動力船舶競賽和休閒娛樂海釣；也包含商業規劃的郵輪巡航；以及一些類似透過小型船舶載運的生態旅遊，例如賞鯨和賞海鳥活動等。

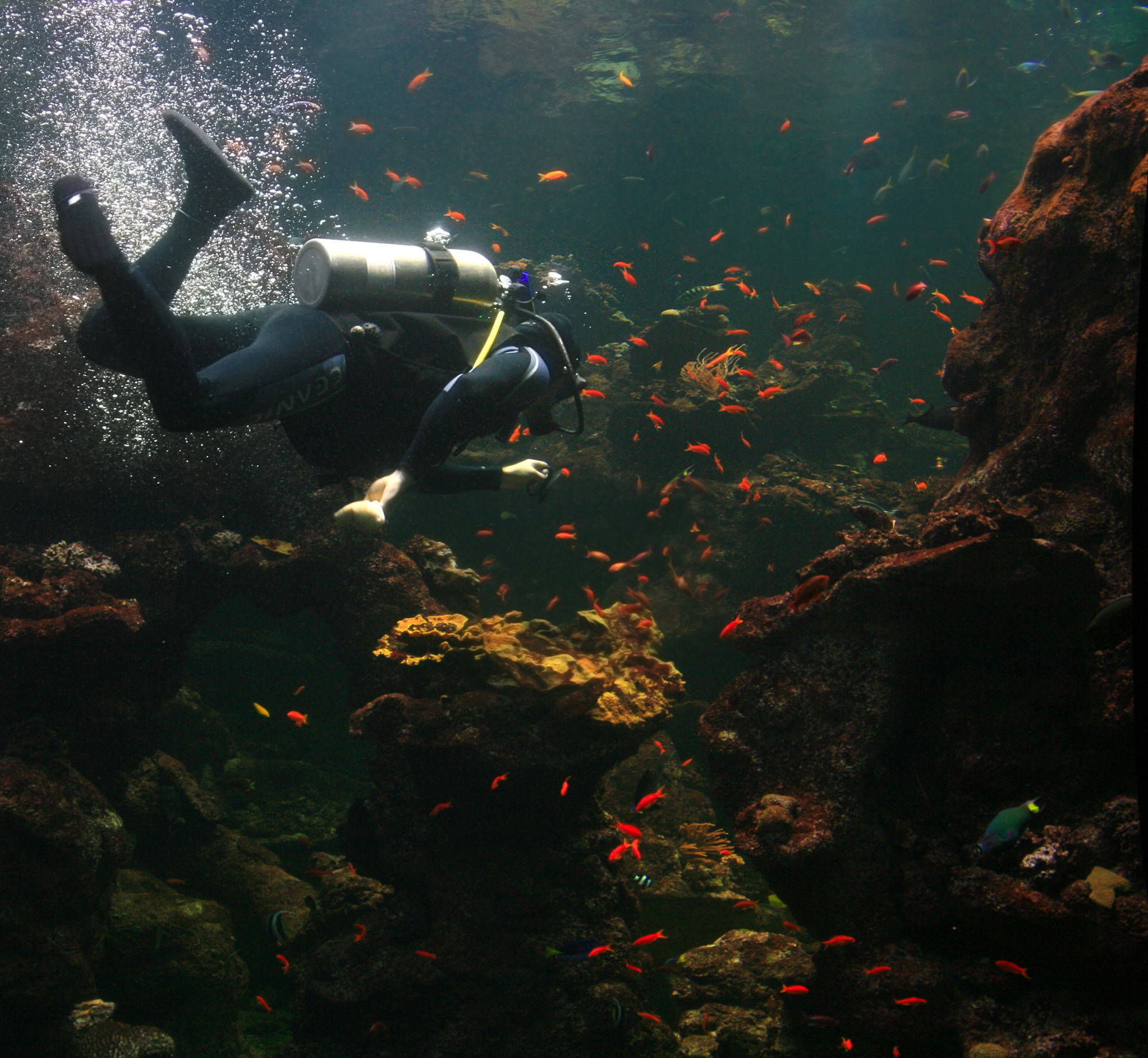
攜帶氧氣面罩、蛙鞋與水下呼吸循環系統的水肺潛水

人們喜愛於海中探險：当其他人在游泳或在沙滩上休息时，孩子们可以在浅海中划水泼水。18世纪的欧洲，威廉·巴肯提倡通过海浴这种锻炼方式保持身体健康。在海浴成为一种时尚之后，孩子们划水的场景就不特别常见了。 衝浪是一种冲浪者驾驭在浪上（无论是否使用冲浪板）的运动。其它的水面运动还包括風箏衝浪：一种动力风筝驱动水面上载人板的运动；滑浪風帆則是透過固定動力的可操作性的航行活動； 滑水則是透過動力船舶的拖拉來進行滑水。
在水面以下的地方，自由潛水必要地被限制在浅水区域。珍珠猎手则会按照传统的方式，将油涂抹在他们的皮肤上，将棉花放在耳朵中，用夹子夹上鼻子，带着篮子下潜到40英尺（12米）的深度来收集珍珠贝。人眼不适应在水下工作，但通过潛水面鏡，人能够提高在水下的视力。其它游泳的装备也包括蛙鞋和浮潜。 水肺潛水設備则使水下呼吸变得可能，使人能够在水下活动数小时。潜水者所能达到的深度与能待在水下的时间，被潜水者所受的压力的增长和回到水面后发生的減壓症的预防需要的限制。休闲潜水者被建议在100英尺（30）的深度以下进行浅水，氮醉的风险会随着下潜深度的上升而上升。通过特殊的装备与训练，深海潛水也变得可能。

### 發電

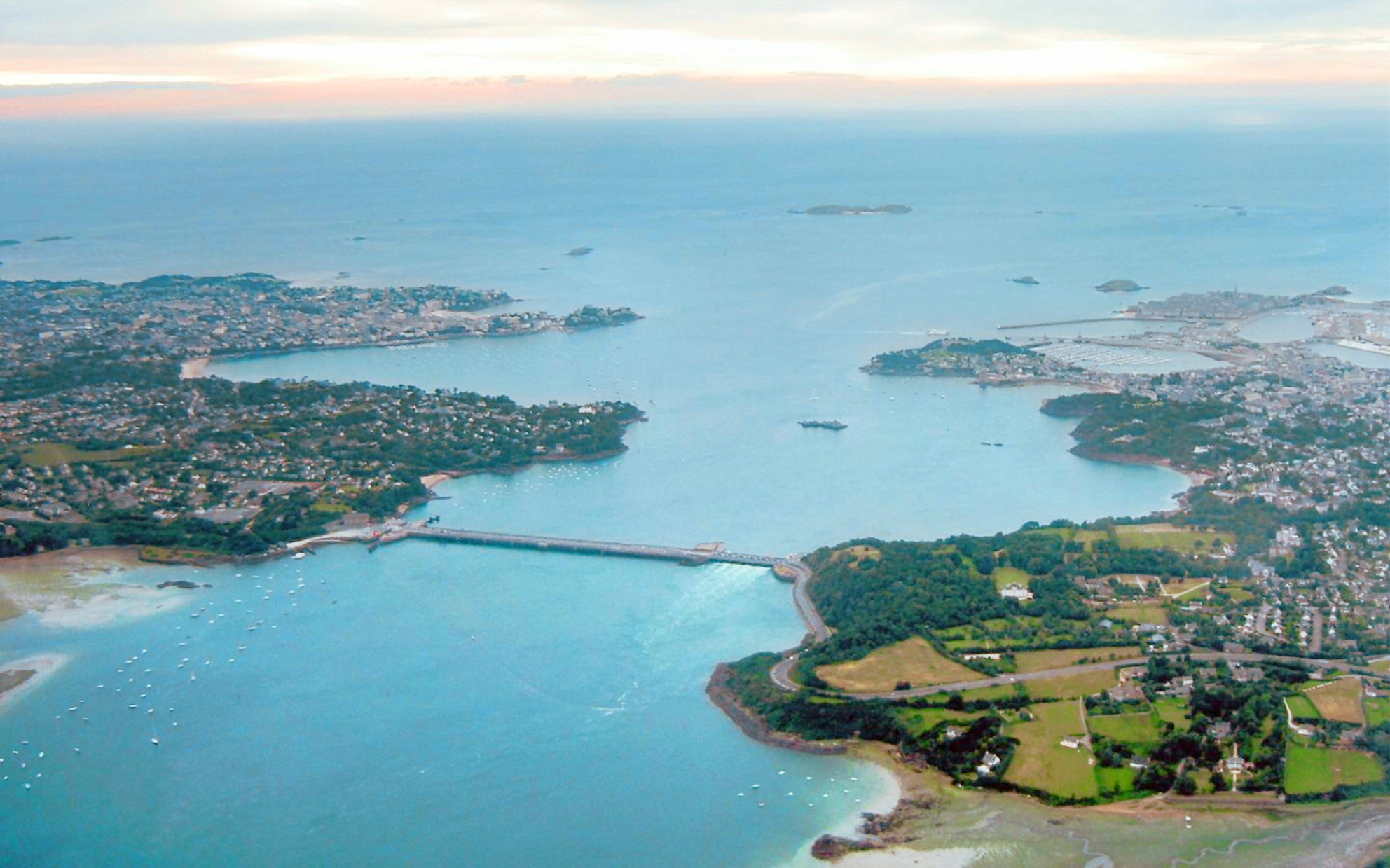
約一公里長的朗斯潮汐電站是世界首個潮汐發電站，每年可產生5.4亿千瓦·時的電力，相当于布列塔尼半岛總用電量的3%（2011年数据）

海洋蘊藏大量且不同種類的能量，例如：海浪、潮汐變化、鹽度差異、海水溫差等，都能經過有效設計與利用進而來發電。 這類再生能源或綠能包含：潮汐能、海流能、海水鹽差能、海水溫差（能）與波浪能等等。
潮汐能電廠是利用漲退潮的潮差來發電，有時也會利用築水壩（又稱潮汐堰壩）儲存水，而發電時製造勢能差來發電。全世界第一個啟用的潮汐能電廠：為1967年啟用的法國蘭斯攔水壩，長度約1公里長（約0.62英哩），位於布列塔尼半岛的圣马洛附近，其上的潮汐能發電廠每年可產生0.5兆瓦的電能，但後續也有類似蘭斯攔河壩的計劃。（pp. 111–112）
能夠提供高度且有效的波浪能，同時也存在著（機組）被波浪能撞擊與破壞的問題，製造能夠負擔且可靠度高的波浪發電機組有待開發與改進。目前世界上有一個可產生2兆瓦電能的商業波浪能電廠，名為魚鷹（Osprey）電廠，1995年進行製造於北蘇格蘭，離岸約300公尺（約1000英呎）。然而，目前此波浪能電廠將因長期波浪拍打、風暴而已近於毀損狀態。（p. 112）海流能可以有效提供近海人口稠密區域的部分電能需求。原則上, 利用潮汐流發電機，海床將也可被使用，但海床的使用將受限於機組，通常海洋深度約40公尺（130英呎）以內可建立。
離岸風力發電是將風力發動機建在海上，好處為通常海上的風力會高於陸上的風力，因此建立風力發電廠通常會選址於離岸的區域。 全世界第一個離岸風力發電廠於1991年建立於丹麥，且歐洲的離岸風力電廠裝置容量，預計2010年可達生產3兆瓦電能的目標。
另外，發電廠通常會建立於海岸邊或河口旁，如此便可將海洋或河川等水體，當成其發電機組之散熱設施。若協助發電機組散熱之水體溫度越低，則能夠使機組更有發電的效率，尤其對於核電廠而言，良好的散熱能力為最重要因素之一。

### 採掘業

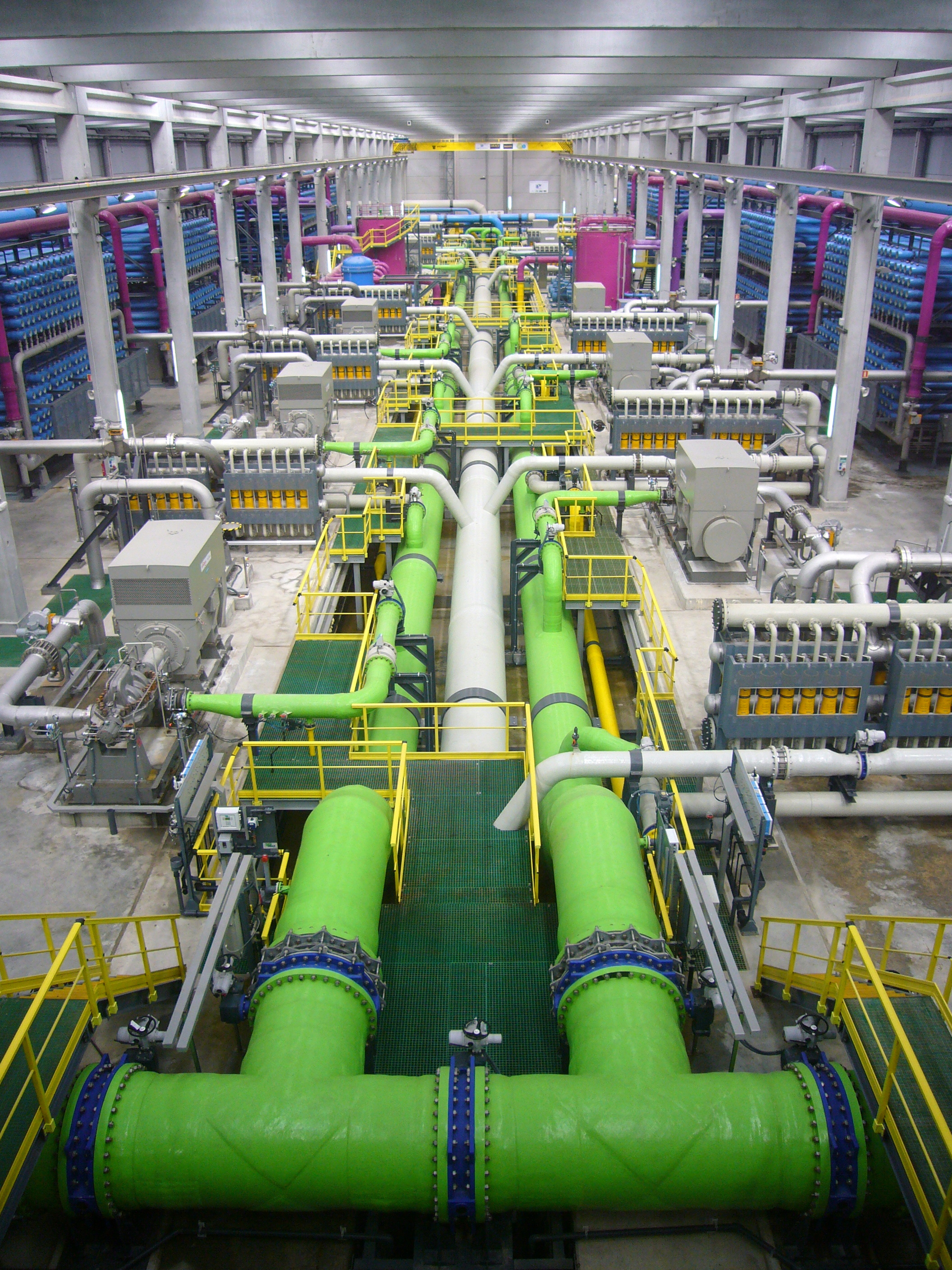
一家通过逆渗透来进行海水淡化的工厂

在海床下的岩石大量的petroleum (as oil and natural gas)。原油或燃氣由石油平台及钻机抽取及儲存，稍後被運輸到陸地。基於遙距及嚴酷的環境，離岸石油及燃氣開採具有困難性。在海洋抽取原油對環境會做成衝擊。勘探藏量時產生的地震波可令動物迷失方向，很可能是鯨魚擱淺的原因。汞、鉛和砷等有毒物質可能被釋放到海洋。開採設施也可能会因为受损而原油洩漏。

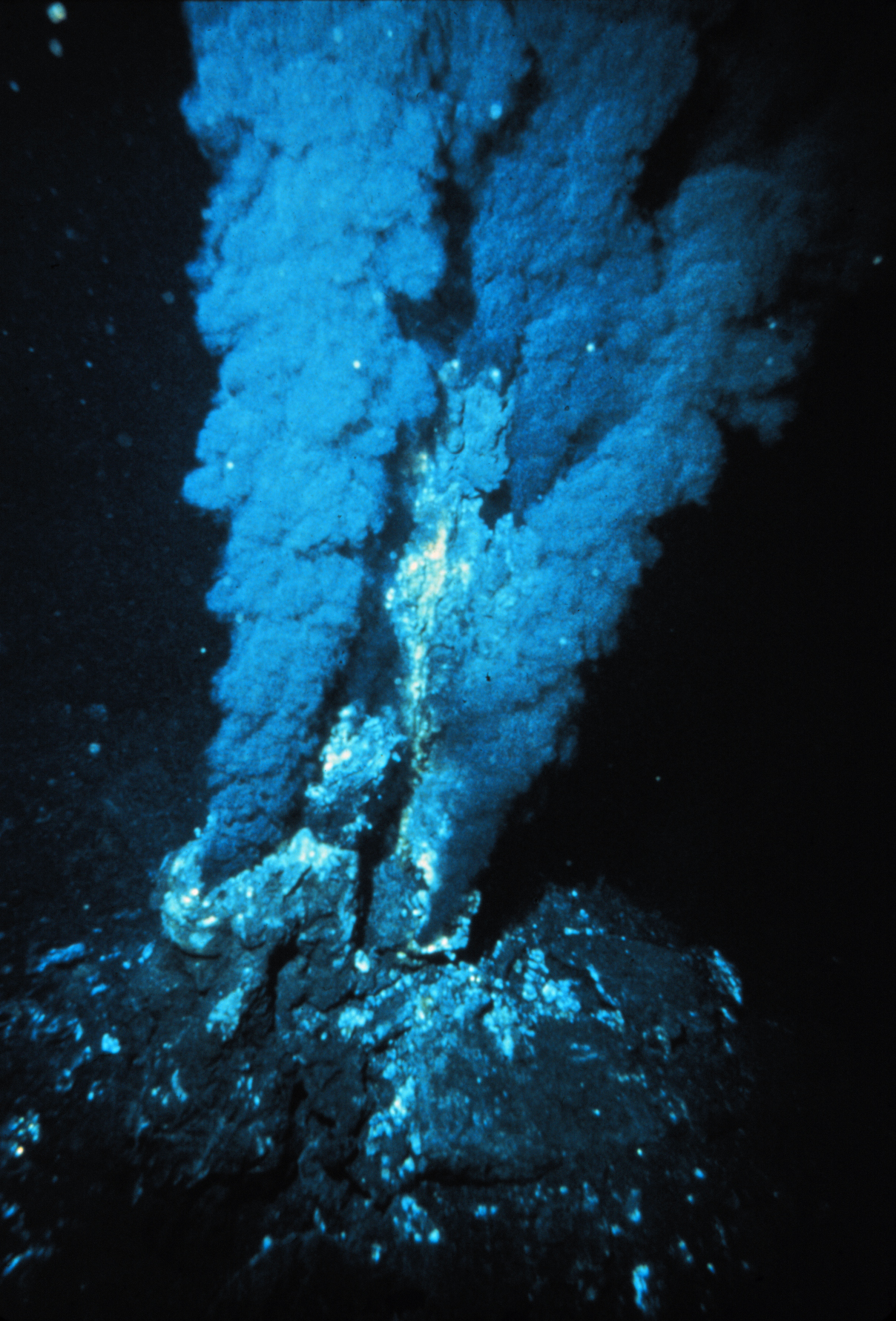
一個 深海熱泉解放被溶解的硫化物及其他 礦物質在其過熱的水噴出。

大海保存了大量很有價值的溶解礦物。最重要的是海盐為了食用及工業用途自史前時代已開始在淺池塘透過陽光蒸發而採集。從土地中過濾而積累起來的溴在死海成本低廉地回收，蘊藏量在55,000(ppm)。其他在海床上或海床內的礦物質可透過疏浚開發。
比起在陸地開採，擁有裝設備可在特定造船厂建造及基础设施成本較低的優點。缺點包括海浪和潮汐做成的問題，挖掘傾向造成淤积，以及弃土堆被沖走。有侵蚀海岸和傷害環境的風險 。硫化物沉积物是銀、金、铜、铅、锌及痕量金属的潛在來源，只在20世纪60年代才被发现。它們在地溫梯度 过热的水從深海熱泉噴射出來時形成，接觸深海的冷水後矿物质沉淀并沉积在噴射口外面。這些礦石質素很高，但目前開採的成本非常高。在巴布亚新几内亚的海岸已發展使用机器人技术進行小規模的深海海底開採，但是障碍重重。
海水淡化是從海水中移除鹽份留下適合饮用與灌溉清水的技術。海水淡化2個處理方法，真空蒸馏及逆滲透，並會消耗大量的能量。脱盐一般只在其他水源供應不足或在發電廠產生过量熱能情況下能源充沛下才會使用。生產的副產品盐水包含一些有毒物質，被排出回海裡。
海床上和海洋沉积物內存有大量的甲烷水合物處於大約2 °C（36 °F）的溫度，這些有利於作為一種潛在的能量來源。一些人估計可用的數量有5百萬立方公里。同時海床上有錳結核，由多層的铁、锰及其他在核心的氢氧化物組成。在太平洋這些可能覆蓋多達30%的海底。這些礦物在海水中沉淀，並非常緩慢地增長。從中的商業開採镍在20世纪70年代發明，得因為有更方便的來源而放弃。在適合的地方，钻石在海底透過抽吸软管抽取砾石來收集。在更深水的地方則使用流動海底挖掘機，並把沉积物泵送到上方的船只。在纳米比亚現時鑽石從海洋開採比陸上常规方法收集的更多。

### 污染
人类活动导致大量物质进入海洋中，燃烧产物通过空气运输并经沉积进入海洋，农业、工业及污水将重金属、农药、PCBs、消毒剂、清洁剂和其他化学合成物通过河流运输进入海洋。这些物质在海洋表面膜和海洋沉积物——特别是在河口泥中聚集，这些污染物所导致的后果其实在很大程度上仍未知因为其涉及的污染物质数量众多并且目前缺乏这些污染物质的生物效应信息。
重金属主要是铜、铅、汞、镉和锌，这些重金属会在海洋无脊椎动物积累然后通过生物链往上层生物传递。
农业地区的肥料渗漏是一些地区主要的污染源，未经处理的污水排放也有相似的影响。这些污染源中所含的过多的养分除了会造成土地的富营养化外，因为养分通常是海洋系统的限制因素，所以这些过多的养分也会造成藻类的过渡繁衍（称为水华或藻华）及赤潮，这样会使海水中的含氧量降低以致海洋生物死亡。这种效应已经造成了波罗的海和墨西哥湾的生态盲区。部分水华是由于蓝绿藻（蓝细菌）造成，这些蓝细菌会使滤食性贝类带有毒性从而使一些以贝类为主要食物来源的动物——如海獭受到伤害。
核设施同样会造成污染，如爱尔兰海就因塞拉菲尔德核燃料处理厂造成放射性銫-137污染，另外核事故也会造成放射性物质渗透入海洋——2011年的福岛核事故。
废物（包括石油、有毒液体、污水和垃圾）向海洋的排放是受国际法所规管的，《防止倾倒废弃物及其他物质污染海洋的公约》（简称1972伦敦公约）是一项为控制废弃物海洋倾倒的联合国协议，截至2012年6月8日已有89个国家批准加入该项公约。防止船舶污染国际公约（简称MARPOL 73/78）是国际海事组织为控制海上船只对海洋污染行为的国际公约，截至2013年5月已有152个海洋国家批准加入该项公约。
海洋上大部分的漂浮塑料垃圾并不会进行生物降解，即并不会随着时间分解并最终降解到分子水平，一些刚性塑料可以在海上漂浮多年。在北太平洋环流中部，有一个永久的太平洋垃圾帶累积了大量的漂浮塑料废物，在北大西洋环流中也有个类似的垃圾带。一些以海洋为觅食带的海鸟，如信天翁和海燕等，常会误将人类产生的污染漂浮物当作食物并在其消化系统中因不能被消化而积聚，最终导致死亡，一些海龟和鲸鱼的胃中也会常发现有塑料袋和鱼线。而较小的微型塑料可能会下沉从而危及在海床上的滤食性海洋生物。
海洋中大部分的石油污染是来自于城市和工业制造。石油污染对海洋生物的危害巨大，油性物质会使海鸟的羽毛阻塞从而降低羽毛的保暖性和隔水性并减少海鸟的浮力，或当海鸟尝试清理羽毛中的油性物质时会被摄入。虽然海洋哺乳动物受石油污染影响的程度没有海鸟所受的程度严重，但是它们也会可能因为清理皮毛上的油性物质而使皮毛的保暖性降低造成体温过低，或被这些石油污染物导致失明、脱水或中毒。而当油性物质下沉时，底栖无脊椎动物会被淹没，鱼类会中毒，海洋生物链会被破坏。短期来说，石油泄漏会导致海洋生物数量减少和种群失衡、人类的休闲活动会受影响、依赖海洋的人的生计被破坏。所幸是海洋环境有着自我清洁的特性，清理海洋油污的细菌随着时间的推移自然出现，在墨西哥湾已经出现了以油污为食的细菌，这些细菌只花了几天的时间就把该区域泄漏的油污清理完。

### 海上民族
一些在海洋东南亚的遊牧民族土著族群居住在船艇上，並從海裡獲得幾乎所需要的全部東西。莫肯人位在泰国的海岸、緬甸及安达曼海的島嶼。巴瑶族源自苏禄群岛、棉兰老岛及婆罗洲北面。一些吉普賽人精於自由潛水，能夠下潛到30米（98英尺）水深，然而他們習慣於較安定的陸上生活。
北极的土着人民，例如楚科奇人、因纽特人、Inuit 原住民族及尤皮克人会捕擸海洋哺乳动物，包括海豹和鲸鱼。托雷斯海峡岛民声称拥有大堡礁的所有权，他们在岛屿上以传统方式生活，包括狩猎，钓鱼，种植和与在附近的巴布亚新几内亚人和澳洲人交易。

### 與大海有關的文化

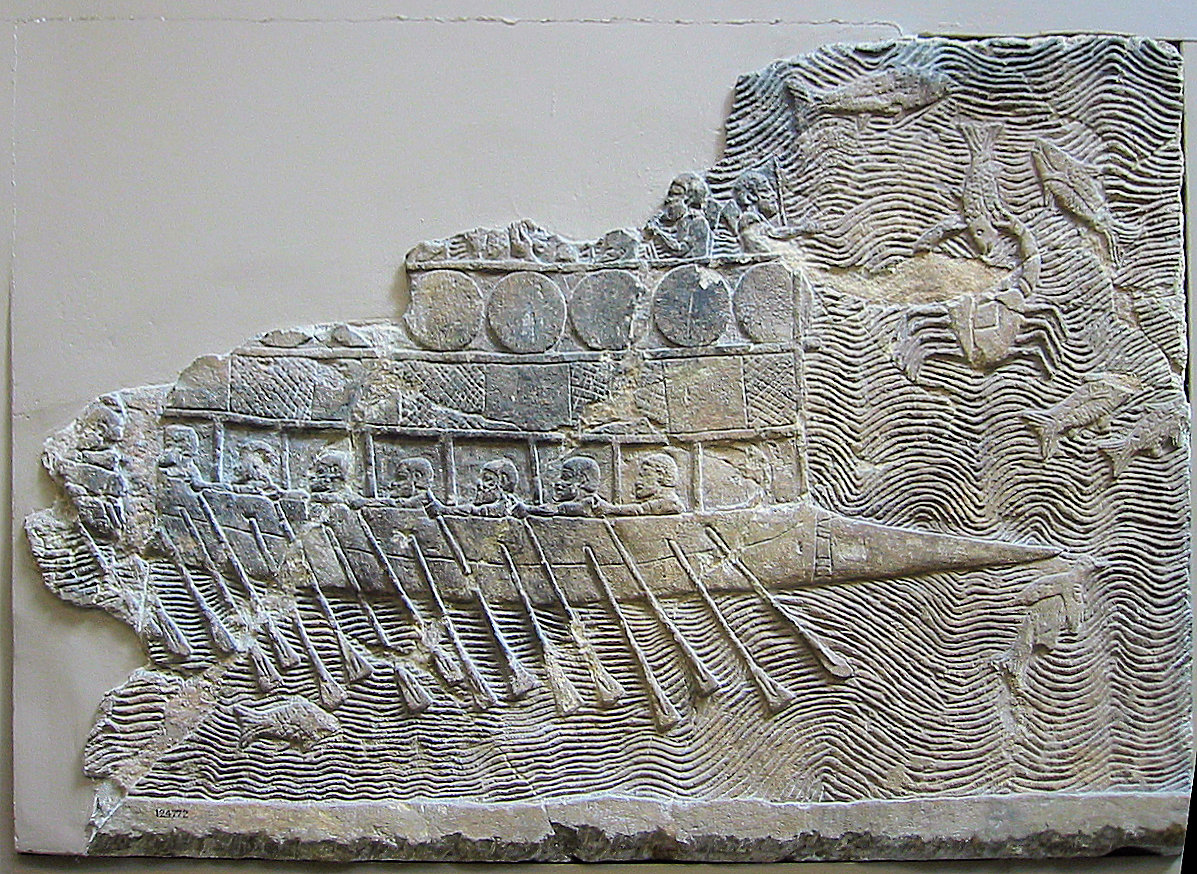
An Assyrian relief from c. 700 BC showing fish and a crab swimming around a 雙層槳座戰船.

在大眾文化中，海的角色是十分矛盾的：既強大又安祥，美麗而又危險（p. 10）。在神話、宗教、文學、藝術、詩歌、電影、戲劇和音樂中，其都扮演了一定的角色。古人相信，大海是受到水神所控制的，故在發生各種與海有關的災難時，需用各種方法使水神的負面情緒平息。不同文化的水神各有不同，例如《聖經》中的利维坦、希腊神话的斯库拉、日本神話的磯龍捲、以及北欧神话的挪威海怪（pp. 206–208）。大海亦常見出現於基督教意像中，耶穌的使徒當中，就有幾個原在加利利海工作的漁民。

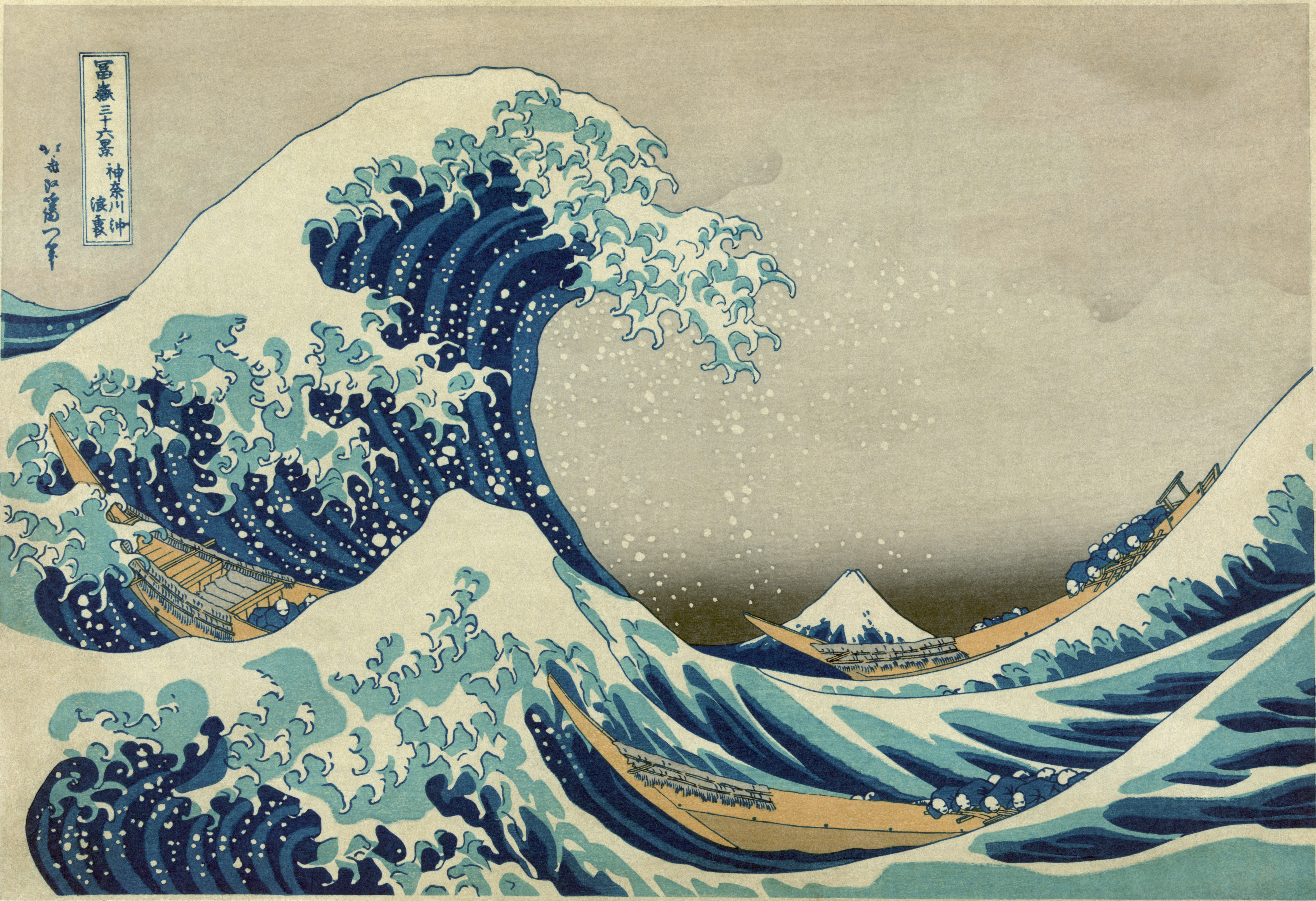
葛饰北斋於1829年開始繪畫的《神奈川沖浪裏》，它是《冨嶽三十六景》的首景。

在藝術此一領域中，人們對大海及與海有關的船隻和生物的描繪多不勝數，從簡單的像法國莱塞齐耶德泰阿克-西勒伊的洞穴壁畫或早期基督教藝術中的耶穌魚，以至稍微複雜一點的則有荷蘭畫家亨德里克·弗鲁姆的作品，甚至複雜得像葛饰北斋的浮世繪及温斯洛·霍默所繪畫的海景。荷兰黄金时期的画家如扬·波赛利斯、亨德里克·杜博思、威廉·范德维德父与子和卢多尔夫·巴克赫伊森都曾在他们的作品中赞美过海洋以及军力巅峰时的荷兰皇家海军。
音乐也从海洋中获得了许多灵感。平静的水面、汹涌的波浪和海上的风暴，这些意象都被水手们吟唱在船夫号子中，来帮助他们在艰难的任务中协调步调。与海相关的古典音乐有理查德·瓦格纳的《漂泊的荷蘭人》、克洛德·德彪西的《海》（1903-1905年）、查尔斯·维利尔斯·斯坦福的《海洋之歌》（1904年）和《艦隊之歌》（1910年）、爱德华·埃尔加的《海景》（1899年）及雷夫·佛漢·威廉斯的《海之交響曲》（1903-1909年）。

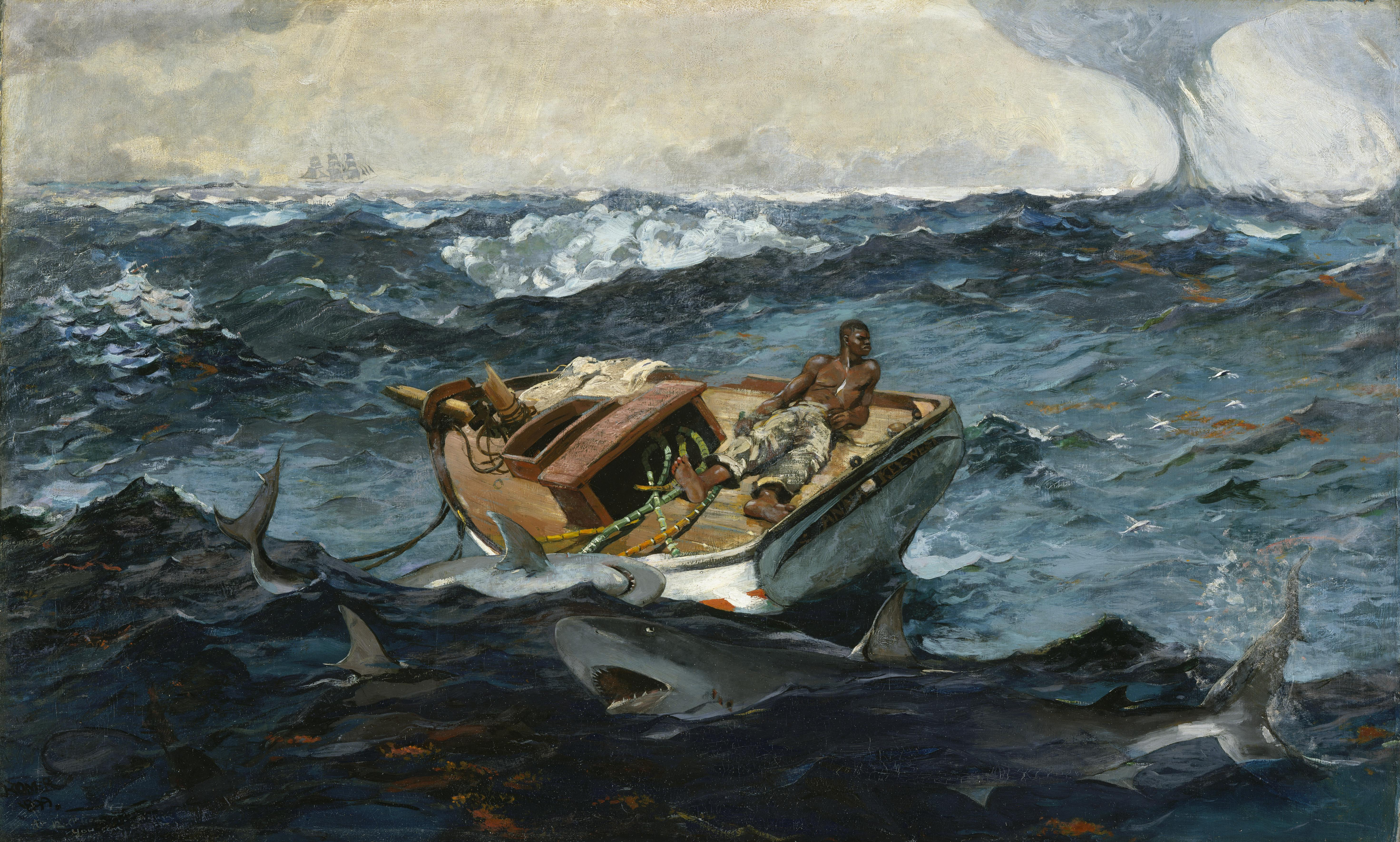
The Gulf Stream (painting) (1899) by Winslow Homer.

海，作为一个象征，几个世纪以来一直在文学和诗歌中反复出现。有时，它只是一个切入背景，而且总会引入像风暴、海难、战斗、苦难、灾难、希望的曙光亦或是死亡。在写于公元前8世纪的史诗《奥德赛》中，荷马描述了希腊英雄奥德修斯在《伊利亚特》中的战争结束后十年艰苦的返乡航程中所经历的诸多劫难。在日本诗人松尾芭蕉（1644–1694）的俳句诗歌中，海也是一个反复出现的主题。在现代文学中，像赫尔曼·梅尔维尔、約瑟夫·康拉德及赫尔曼·沃克这样的海员也创作过许多受海启发的小说。精神病学家卡尔·荣格认为，在释梦的时候，海象征着个人和集体无意识。尽管地球上生命的起源仍然是个争论中的问题，自然学家雷切尔·卡森却还是在《我們周圍的海洋》中写道：“生命的源头是海洋，它孕育了种种生物，现在却被其中一种生物的活动所威胁，这是多么奇怪的情形啊。不过，虽然海洋环境不断恶化，但是这片无边的大洋仍然会继续存在下去，实际上，生物本身才是真正的受害者。”

## 延伸阅读
[在维基数据编辑]
 《欽定古今圖書集成·方輿彙編·山川典·海部》，出自陈梦雷《古今圖書集成》

## 外部連結
- National Oceanic and Atmospheric Administration—NOAA website （页面存档备份，存于）
- 中的“Oceans”